# Lista di asteroidi (5001-6000)
Di seguito una lista di asteroidi dal numero 5001 al 6000 con data di scoperta e scopritore.

## 5001-5100
| Nome                | Designazione provvisoria | Data di scoperta  | Scopritore                                             |
| ------------------- | ------------------------ | ----------------- | ------------------------------------------------------ |
| 5001 EMP            | 1987 SB1                 | 19 settembre 1987 | E. Bowell                                              |
| 5002 Marnix         | 1987 SS3                 | 20 settembre 1987 | E. W. Elst                                             |
| 5003 Silvanominuto  | 1988 ER2                 | 15 marzo 1988     | W. Ferreri                                             |
| 5004 Bruch          | 1988 RR3                 | 8 settembre 1988  | F. Börngen                                             |
| 5005 Kegler         | 1988 UB                  | 16 ottobre 1988   | S. Ueda H. Kaneda                                      |
| 5006 Teller         | 1989 GL5                 | 5 aprile 1989     | E. F. Helin                                            |
| 5007 Keay           | 1990 UH2                 | 20 ottobre 1990   | R. H. McNaught                                         |
| 5008 Miyazawakenji  | 1991 DV                  | 20 febbraio 1991  | A. Sugie                                               |
| 5009 Sethos         | 2562 P-L                 | 24 settembre 1960 | C. J. van Houten I. van Houten-Groeneveld T. Gehrels   |
| 5010 Amenemhêt      | 4594 P-L                 | 24 settembre 1960 | C. J. van Houten, I. van Houten-Groeneveld, T. Gehrels |
| 5011 Ptah           | 6743 P-L                 | 24 settembre 1960 | C. J. van Houten, I. van Houten-Groeneveld, T. Gehrels |
| 5012 Eurymedon      | 9507 P-L                 | 17 ottobre 1960   | C. J. van Houten, I. van Houten-Groeneveld, T. Gehrels |
| 5013 Suzhousanzhong | 1964 VT1                 | 9 novembre 1964   | Purple Mountain Observatory                            |
| 5014 Gorchakov      | 1974 ST                  | 19 settembre 1974 | L. I. Chernykh                                         |
| 5015 Litke          | 1975 VP                  | 1 novembre 1975   | T. M. Smirnova                                         |
| 5016 Migirenko      | 1976 GX3                 | 2 aprile 1976     | N. S. Chernykh                                         |
| 5017 Tenchi         | 1977 DS2                 | 18 febbraio 1977  | H. Kosai K. Hurukawa                                   |
| 5018 Tenmu          | 1977 DY8                 | 19 febbraio 1977  | H. Kosai, K. Hurukawa                                  |
| 5019 Erfjord        | 1979 MS6                 | 25 giugno 1979    | E. F. Helin S. J. Bus                                  |
| 5020 Asimov         | 1981 EX19                | 2 marzo 1981      | S. J. Bus                                              |
| 5021 Krylania       | 1982 VK12                | 13 novembre 1982  | L. G. Karachkina                                       |
| 5022 Roccapalumba   | 1984 HE1                 | 23 aprile 1984    | W. Ferreri V. Zappalà                                  |
| 5023 Agapenor       | 1985 TG3                 | 11 ottobre 1985   | C. S. Shoemaker E. M. Shoemaker                        |
| 5024 Bechmann       | 1985 VP                  | 14 novembre 1985  | P. Jensen                                              |
| 5025 Mecisteus      | 1986 TS6                 | 5 ottobre 1986    | M. Antal                                               |
| 5026 Martes         | 1987 QL1                 | 22 agosto 1987    | A. Mrkos                                               |
| 5027 Androgeos      | 1988 BX1                 | 21 gennaio 1988   | C. S. Shoemaker                                        |
| 5028 Halaesus       | 1988 BY1                 | 23 gennaio 1988   | C. S. Shoemaker                                        |
| 5029 Ireland        | 1988 BL2                 | 24 gennaio 1988   | C. S. Shoemaker E. M. Shoemaker                        |
| 5030 Gyldenkerne    | 1988 VK4                 | 3 novembre 1988   | P. Jensen                                              |
| 5031 Švejcar        | 1990 FW1                 | 16 marzo 1990     | Z. Vávrová                                             |
| 5032 Conradhirsh    | 1990 OO                  | 18 luglio 1990    | E. F. Helin                                            |
| 5033 Mistral        | 1990 PF                  | 15 agosto 1990    | E. W. Elst                                             |
| 5034 Joeharrington  | 1991 PW10                | 7 agosto 1991     | H. E. Holt                                             |
| 5035 Swift          | 1991 UX                  | 18 ottobre 1991   | S. Ueda H. Kaneda                                      |
| 5036 Tuttle         | 1991 US2                 | 31 ottobre 1991   | S. Ueda, H. Kaneda                                     |
| 5037 Habing         | 6552 P-L                 | 24 settembre 1960 | C. J. van Houten I. van Houten-Groeneveld T. Gehrels   |
| 5038 Overbeek       | 1948 KF                  | 31 maggio 1948    | E. L. Johnson                                          |
| 5039 Rosenkavalier  | 1967 GM1                 | 11 aprile 1967    | F. Börngen                                             |
| 5040 Rabinowitz     | 1972 RF                  | 15 settembre 1972 | T. Gehrels                                             |
| 5041 Theotes        | 1973 SW1                 | 19 settembre 1973 | C. J. van Houten I. van Houten-Groeneveld T. Gehrels   |
| 5042 Colpa          | 1974 ME                  | 20 giugno 1974    | Felix Aguilar Observatory                              |
| 5043 Zadornov       | 1974 SB5                 | 19 settembre 1974 | L. I. Chernykh                                         |
| 5044 Shestaka       | 1977 QH4                 | 18 agosto 1977    | N. S. Chernykh                                         |
| 5045 Hoyin          | 1978 UL2                 | 29 ottobre 1978   | Purple Mountain Observatory                            |
| 5046 Carletonmoore  | 1981 DQ                  | 28 febbraio 1981  | S. J. Bus                                              |
| 5047 Zanda          | 1981 EO42                | 2 marzo 1981      | S. J. Bus                                              |
| 5048 Moriarty       | 1981 GC                  | 1 aprile 1981     | E. Bowell                                              |
| 5049 Sherlock       | 1981 VC1                 | 2 novembre 1981   | E. Bowell                                              |
| 5050 Doctorwatson   | 1983 RD2                 | 14 settembre 1983 | E. Bowell                                              |
| 5051 Ralph          | 1984 SM                  | 24 settembre 1984 | P. Jensen                                              |
| 5052 Nancyruth      | 1984 UT3                 | 23 ottobre 1984   | C. S. Shoemaker E. M. Shoemaker                        |
| 5053 Chladni        | 1985 FB2                 | 22 marzo 1985     | E. Bowell                                              |
| 5054 Keil           | 1986 AO2                 | 12 gennaio 1986   | E. Bowell                                              |
| 5055 Opekushin      | 1986 PB5                 | 13 agosto 1986    | L. I. Chernykh                                         |
| 5056 Rahua          | 1986 RQ5                 | 9 settembre 1986  | H. Debehogne                                           |
| 5057 Weeks          | 1987 DC6                 | 22 febbraio 1987  | H. Debehogne                                           |
| 5058 Tarrega        | 1987 OM                  | 28 luglio 1987    | T. Seki                                                |
| 5059 Saroma         | 1988 AF                  | 11 gennaio 1988   | K. Endate K. Watanabe                                  |
| 5060 Yoneta         | 1988 BO5                 | 24 gennaio 1988   | S. Ueda H. Kaneda                                      |
| 5061 McIntosh       | 1988 DJ                  | 22 febbraio 1988  | R. H. McNaught                                         |
| 5062 Glennmiller    | 1989 CZ                  | 6 febbraio 1989   | E. F. Helin                                            |
| 5063 Monteverdi     | 1989 CJ5                 | 2 febbraio 1989   | F. Börngen                                             |
| 5064 Tanchozuru     | 1990 FS                  | 16 marzo 1990     | M. Matsuyama K. Watanabe                               |
| 5065 Johnstone      | 1990 FP1                 | 24 marzo 1990     | E. F. Helin                                            |
| 5066 Garradd        | 1990 MA                  | 22 giugno 1990    | R. H. McNaught                                         |
| 5067 Occidental     | 1990 OX                  | 19 luglio 1990    | E. F. Helin                                            |
| 5068 Cragg          | 1990 TC                  | 9 ottobre 1990    | R. H. McNaught                                         |
| 5069 Tokeidai       | 1991 QB                  | 16 agosto 1991    | K. Watanabe                                            |
| 5070 Arai           | 1991 XT                  | 9 dicembre 1991   | S. Ueda H. Kaneda                                      |
| 5071 Schoenmaker    | 3099 T-2                 | 30 settembre 1973 | C. J. van Houten I. van Houten-Groeneveld T. Gehrels   |
| 5072 Hioki          | 1931 TS1                 | 9 ottobre 1931    | K. Reinmuth                                            |
| 5073 Junttura       | 1943 EN                  | 3 marzo 1943      | Y. Väisälä                                             |
| 5074 Goetzoertel    | 1949 QQ1                 | 24 agosto 1949    | Università dell'Indiana                                |
| 5075 Goryachev      | 1969 TN4                 | 13 ottobre 1969   | B. A. Burnasheva                                       |
| 5076 Lebedev-Kumach | 1973 SG4                 | 26 settembre 1973 | L. I. Chernykh                                         |
| 5077 Favaloro       | 1974 MG                  | 17 giugno 1974    | Felix Aguilar Observatory                              |
| 5078 Solovjev-Sedoj | 1974 SW                  | 19 settembre 1974 | L. I. Chernykh                                         |
| 5079 Brubeck        | 1975 DB                  | 16 febbraio 1975  | Felix Aguilar Observatory                              |
| 5080 Oja            | 1976 EB                  | 2 marzo 1976      | C.-I. Lagerkvist                                       |
| 5081 Sanguin        | 1976 WC1                 | 18 novembre 1976  | Felix Aguilar Observatory                              |
| 5082 Nihonsyoki     | 1977 DN4                 | 18 febbraio 1977  | H. Kosai K. Hurukawa                                   |
| 5083 Irinara        | 1977 EV                  | 13 marzo 1977     | N. S. Chernykh                                         |
| 5084 Gnedin         | 1977 FN1                 | 26 marzo 1977     | N. S. Chernykh                                         |
| 5085 Hippocrene     | 1977 NN                  | 14 luglio 1977    | N. S. Chernykh                                         |
| 5086 Demin          | 1978 RH1                 | 5 settembre 1978  | N. S. Chernykh                                         |
| 5087 Emel'yanov     | 1978 RM2                 | 12 settembre 1978 | N. S. Chernykh                                         |
| 5088 Tancredi       | 1979 QZ1                 | 22 agosto 1979    | C.-I. Lagerkvist                                       |
| 5089 Nádherná       | 1979 SN                  | 25 settembre 1979 | A. Mrkos                                               |
| 5090 Wyeth          | 1980 CG                  | 9 febbraio 1980   | Harvard Observatory                                    |
| 5091 Isakovskij     | 1981 SD4                 | 25 settembre 1981 | L. I. Chernykh                                         |
| 5092 Manara         | 1982 FJ                  | 21 marzo 1982     | E. Bowell                                              |
| 5093 Svirelia       | 1982 TG1                 | 14 ottobre 1982   | L. G. Karachkina                                       |
| 5094 Seryozha       | 1982 UT6                 | 20 ottobre 1982   | L. G. Karachkina                                       |
| 5095 Escalante      | 1983 NL                  | 10 luglio 1983    | E. Bowell                                              |
| 5096 Luzin          | 1983 RC5                 | 5 settembre 1983  | L. V. Zhuravleva                                       |
| 5097 Axford         | 1983 TW1                 | 12 ottobre 1983   | E. Bowell                                              |
| 5098 Tomsolomon     | 1985 CH2                 | 14 febbraio 1985  | H. Debehogne                                           |
| 5099 Iainbanks      | 1985 DY1                 | 16 febbraio 1985  | H. Debehogne                                           |
| 5100 Pasachoff      | 1985 GW                  | 15 aprile 1985    | E. Bowell                                              |

## 5101-5200
| Nome               | Designazione provvisoria | Data di scoperta  | Scopritore                                             |
| ------------------ | ------------------------ | ----------------- | ------------------------------------------------------ |
| 5101 Akhmerov      | 1985 UB5                 | 22 ottobre 1985   | L. V. Zhuravleva                                       |
| 5102 Benfranklin   | 1986 RD1                 | 2 settembre 1986  | A. Mrkos                                               |
| 5103 Diviš         | 1986 RP1                 | 4 settembre 1986  | A. Mrkos                                               |
| 5104 Skripnichenko | 1986 RU5                 | 7 settembre 1986  | L. I. Chernykh                                         |
| 5105 Westerhout    | 1986 TM1                 | 4 ottobre 1986    | E. Bowell                                              |
| 5106 Mortensen     | 1987 DJ                  | 19 febbraio 1987  | P. Jensen                                              |
| 5107 Laurenbacall  | 1987 DS6                 | 24 febbraio 1987  | H. Debehogne                                           |
| 5108 Lübeck        | 1987 QG2                 | 21 agosto 1987    | E. W. Elst                                             |
| 5109 Robertmiller  | 1987 RM1                 | 13 settembre 1987 | H. Debehogne                                           |
| 5110 Belgirate     | 1987 SV                  | 19 settembre 1987 | E. Bowell                                              |
| 5111 Jacliff       | 1987 SE4                 | 29 settembre 1987 | E. Bowell                                              |
| 5112 Kusaji        | 1987 SM13                | 23 settembre 1987 | S. Ueda H. Kaneda                                      |
| 5113 Kohno         | 1988 BN                  | 19 gennaio 1988   | T. Seki                                                |
| 5114 Yezo          | 1988 CO                  | 15 febbraio 1988  | S. Ueda H. Kaneda                                      |
| 5115 Frimout       | 1988 CD4                 | 13 febbraio 1988  | E. W. Elst                                             |
| 5116 Korsør        | 1988 EU                  | 13 marzo 1988     | P. Jensen                                              |
| 5117 Mokotoyama    | 1988 GH                  | 8 aprile 1988     | K. Endate K. Watanabe                                  |
| 5118 Elnapoul      | 1988 RB                  | 7 settembre 1988  | P. Jensen                                              |
| 5119 Imbrius       | 1988 RA1                 | 8 settembre 1988  | P. Jensen                                              |
| 5120 Bitias        | 1988 TZ1                 | 13 ottobre 1988   | C. S. Shoemaker                                        |
| 5121 Numazawa      | 1989 AX1                 | 15 gennaio 1989   | M. Yanai K. Watanabe                                   |
| 5122 Mucha         | 1989 AZ1                 | 3 gennaio 1989    | A. Mrkos                                               |
| 5123 Cynus         | 1989 BL                  | 28 gennaio 1989   | Y. Oshima                                              |
| 5124 Muraoka       | 1989 CW                  | 4 febbraio 1989   | T. Seki                                                |
| 5125 Okushiri      | 1989 CN1                 | 10 febbraio 1989  | S. Ueda H. Kaneda                                      |
| 5126 Achaemenides  | 1989 CH2                 | 1 febbraio 1989   | C. S. Shoemaker                                        |
| 5127 Bruhns        | 1989 CO3                 | 4 febbraio 1989   | E. W. Elst                                             |
| 5128 Wakabayashi   | 1989 FJ                  | 30 marzo 1989     | M. Koishikawa                                          |
| 5129 Groom         | 1989 GN                  | 7 aprile 1989     | E. F. Helin                                            |
| 5130 Ilioneus      | 1989 SC7                 | 30 settembre 1989 | C. S. Shoemaker                                        |
| 5131 -             | 1990 BG                  | 21 gennaio 1990   | E. F. Helin B. Roman                                   |
| 5132 Maynard       | 1990 ME                  | 22 giugno 1990    | H. E. Holt                                             |
| 5133 Phillipadams  | 1990 PA                  | 12 agosto 1990    | R. H. McNaught                                         |
| 5134 Ebilson       | 1990 SM2                 | 17 settembre 1990 | H. E. Holt                                             |
| 5135 Nibutani      | 1990 UE                  | 16 ottobre 1990   | S. Ueda H. Kaneda                                      |
| 5136 Baggaley      | 1990 UG2                 | 20 ottobre 1990   | R. H. McNaught                                         |
| 5137 Frevert       | 1990 VC                  | 8 novembre 1990   | J. M. Baur                                             |
| 5138 Gyoda         | 1990 VD2                 | 13 novembre 1990  | T. Hioki S. Hayakawa                                   |
| 5139 Rumoi         | 1990 VH4                 | 13 novembre 1990  | M. Mukai M. Takeishi                                   |
| 5140 Kida          | 1990 XH                  | 8 dicembre 1990   | S. Ueda H. Kaneda                                      |
| 5141 Tachibana     | 1990 YB                  | 16 dicembre 1990  | T. Seki                                                |
| 5142 Okutama       | 1990 YD                  | 18 dicembre 1990  | T. Hioki S. Hayakawa                                   |
| 5143 Heracles      | 1991 VL                  | 7 novembre 1991   | C. S. Shoemaker                                        |
| 5144 Achates       | 1991 XX                  | 2 dicembre 1991   | C. S. Shoemaker                                        |
| 5145 Pholus        | 1992 AD                  | 9 gennaio 1992    | Spacewatch                                             |
| 5146 Moiwa         | 1992 BP                  | 28 gennaio 1992   | S. Ueda H. Kaneda                                      |
| 5147 Maruyama      | 1992 BQ                  | 28 gennaio 1992   | S. Ueda, H. Kaneda                                     |
| 5148 Giordano      | 5557 P-L                 | 17 ottobre 1960   | C. J. van Houten I. van Houten-Groeneveld T. Gehrels   |
| 5149 Leibniz       | 6582 P-L                 | 24 settembre 1960 | C. J. van Houten, I. van Houten-Groeneveld, T. Gehrels |
| 5150 Fellini       | 7571 P-L                 | 17 ottobre 1960   | C. J. van Houten, I. van Houten-Groeneveld, T. Gehrels |
| 5151 Weerstra      | 2160 T-2                 | 29 settembre 1973 | C. J. van Houten, I. van Houten-Groeneveld, T. Gehrels |
| 5152 Labs          | 1931 UD                  | 18 ottobre 1931   | K. Reinmuth                                            |
| 5153 Gierasch      | 1940 GO                  | 9 aprile 1940     | Y. Väisälä                                             |
| 5154 Leonov        | 1969 TL1                 | 8 ottobre 1969    | L. I. Chernykh                                         |
| 5155 Denisyuk      | 1972 HR                  | 18 aprile 1972    | T. M. Smirnova                                         |
| 5156 Golant        | 1972 KL                  | 18 maggio 1972    | T. M. Smirnova                                         |
| 5157 Hindemith     | 1973 UB5                 | 27 ottobre 1973   | F. Börngen                                             |
| 5158 Ogarev        | 1976 YY                  | 16 dicembre 1976  | L. I. Chernykh                                         |
| 5159 Burbine       | 1977 RG                  | 9 settembre 1977  | Harvard Observatory                                    |
| 5160 Camoes        | 1979 YO                  | 23 dicembre 1979  | H. Debehogne E. R. Netto                               |
| 5161 Wightman      | 1980 TX3                 | 9 ottobre 1980    | C. S. Shoemaker                                        |
| 5162 Piemonte      | 1982 BW                  | 18 gennaio 1982   | E. Bowell                                              |
| 5163 Vollmayr-Lee  | 1983 TD2                 | 9 ottobre 1983    | J. Wagner                                              |
| 5164 Mullo         | 1984 WE1                 | 20 novembre 1984  | C. Pollas                                              |
| 5165 Videnom       | 1985 CG                  | 11 febbraio 1985  | Copenhagen Observatory                                 |
| 5166 Olson         | 1985 FU1                 | 22 marzo 1985     | E. Bowell                                              |
| 5167 Joeharms      | 1985 GU1                 | 11 aprile 1985    | C. S. Shoemaker E. M. Shoemaker                        |
| 5168 Jenner        | 1986 EJ                  | 6 marzo 1986      | C. S. Shoemaker, E. M. Shoemaker                       |
| 5169 Duffell       | 1986 RU2                 | 6 settembre 1986  | E. Bowell                                              |
| 5170 Sissons       | 1987 EH                  | 3 marzo 1987      | E. Bowell                                              |
| 5171 Augustesen    | 1987 SQ3                 | 25 settembre 1987 | P. Jensen                                              |
| 5172 Yoshiyuki     | 1987 UX1                 | 28 ottobre 1987   | S. Ueda H. Kaneda                                      |
| 5173 Stjerneborg   | 1988 EM1                 | 13 marzo 1988     | P. Jensen                                              |
| 5174 Okugi         | 1988 HF                  | 16 aprile 1988    | M. Yanai K. Watanabe                                   |
| 5175 Ables         | 1988 VS4                 | 4 novembre 1988   | C. S. Shoemaker E. M. Shoemaker                        |
| 5176 Yoichi        | 1989 AU                  | 4 gennaio 1989    | S. Ueda H. Kaneda                                      |
| 5177 Hugowolf      | 1989 AY6                 | 10 gennaio 1989   | F. Börngen                                             |
| 5178 Pattazhy      | 1989 CD4                 | 1 febbraio 1989   | R. Rajamohan                                           |
| 5179 Takeshima     | 1989 EO1                 | 1 marzo 1989      | T. Seki                                                |
| 5180 Ohno          | 1989 GF                  | 6 aprile 1989     | T. Fujii K. Watanabe                                   |
| 5181 SURF          | 1989 GO                  | 7 aprile 1989     | E. F. Helin                                            |
| 5182 Bray          | 1989 NE                  | 1 luglio 1989     | E. F. Helin                                            |
| 5183 Robyn         | 1990 OA1                 | 22 luglio 1990    | E. F. Helin                                            |
| 5184 Cavaillé-Coll | 1990 QY7                 | 16 agosto 1990    | E. W. Elst                                             |
| 5185 Alerossi      | 1990 RV2                 | 15 settembre 1990 | H. E. Holt                                             |
| 5186 Donalu        | 1990 SB4                 | 22 settembre 1990 | B. Roman                                               |
| 5187 Domon         | 1990 TK1                 | 15 ottobre 1990   | K. Endate K. Watanabe                                  |
| 5188 Paine         | 1990 TZ2                 | 15 ottobre 1990   | E. F. Helin                                            |
| 5189 -             | 1990 UQ                  | 20 ottobre 1990   | R. H. McNaught                                         |
| 5190 Fry           | 1990 UR2                 | 16 ottobre 1990   | S. Ueda H. Kaneda                                      |
| 5191 Paddack       | 1990 VO3                 | 13 novembre 1990  | S. Ueda, H. Kaneda                                     |
| 5192 Yabuki        | 1991 CC                  | 4 febbraio 1991   | T. Fujii K. Watanabe                                   |
| 5193 Tanakawataru  | 1992 ET                  | 7 marzo 1992      | S. Ueda H. Kaneda                                      |
| 5194 Böttger       | 4641 P-L                 | 24 settembre 1960 | C. J. van Houten I. van Houten-Groeneveld T. Gehrels   |
| 5195 Kaendler      | 3289 T-1                 | 26 marzo 1971     | C. J. van Houten, I. van Houten-Groeneveld, T. Gehrels |
| 5196 Bustelli      | 3102 T-2                 | 30 settembre 1973 | C. J. van Houten, I. van Houten-Groeneveld, T. Gehrels |
| 5197 Rottmann      | 4265 T-2                 | 29 settembre 1973 | C. J. van Houten, I. van Houten-Groeneveld, T. Gehrels |
| 5198 Fongyunwah    | 1975 BP1                 | 16 gennaio 1975   | Purple Mountain Observatory                            |
| 5199 Dortmund      | 1981 RP2                 | 7 settembre 1981  | L. G. Karachkina                                       |
| 5200 Pamal         | 1983 CM                  | 11 febbraio 1983  | E. Bowell                                              |

## 5201-5300
| Nome                 | Designazione provvisoria | Data di scoperta  | Scopritore                                             |
| -------------------- | ------------------------ | ----------------- | ------------------------------------------------------ |
| 5201 Ferraz-Mello    | 1983 XF                  | 1 dicembre 1983   | E. Bowell                                              |
| 5202 Charleseliot    | 1983 XX                  | 5 dicembre 1983   | A. Mrkos                                               |
| 5203 Pavarotti       | 1984 SF1                 | 27 settembre 1984 | Z. Vávrová                                             |
| 5204 Herakleitos     | 1988 CN2                 | 11 febbraio 1988  | E. W. Elst                                             |
| 5205 Servián         | 1988 CU7                 | 11 febbraio 1988  | S. Ueda H. Kaneda                                      |
| 5206 Kodomonomori    | 1988 ED                  | 7 marzo 1988      | Y. Oshima                                              |
| 5207 Hearnshaw       | 1988 HE                  | 15 aprile 1988    | A. C. Gilmore P. M. Kilmartin                          |
| 5208 Royer           | 1989 CH1                 | 6 febbraio 1989   | E. F. Helin                                            |
| 5209 Oloosson        | 1989 CW1                 | 13 febbraio 1989  | T. Seki                                                |
| 5210 Saint-Saëns     | 1989 EL6                 | 7 marzo 1989      | F. Börngen                                             |
| 5211 Stevenson       | 1989 NX                  | 8 luglio 1989     | C. S. Shoemaker E. M. Shoemaker                        |
| 5212 Celiacruz       | 1989 SS                  | 29 settembre 1989 | S. Ueda H. Kaneda                                      |
| 5213 Takahashi       | 1990 FU                  | 18 marzo 1990     | K. Endate K. Watanabe                                  |
| 5214 Oozora          | 1990 VN3                 | 13 novembre 1990  | A. Takahashi K. Watanabe                               |
| 5215 Tsurui          | 1991 AE                  | 9 gennaio 1991    | M. Matsuyama K. Watanabe                               |
| 5216 Cannizzo        | 1941 HA                  | 16 aprile 1941    | L. Oterma                                              |
| 5217 Chaozhou        | 1966 CL                  | 13 febbraio 1966  | Purple Mountain Observatory                            |
| 5218 Kutsak          | 1969 TB3                 | 9 ottobre 1969    | B. A. Burnasheva                                       |
| 5219 Zemka           | 1976 GU3                 | 2 aprile 1976     | N. S. Chernykh                                         |
| 5220 Vika            | 1979 SA8                 | 23 settembre 1979 | N. S. Chernykh                                         |
| 5221 Fabribudweis    | 1980 FB                  | 16 marzo 1980     | L. Brožek                                              |
| 5222 Ioffe           | 1980 TL13                | 11 ottobre 1980   | N. S. Chernykh                                         |
| 5223 McSween         | 1981 EX6                 | 6 marzo 1981      | S. J. Bus                                              |
| 5224 Abbe            | 1982 DX3                 | 21 febbraio 1982  | F. Börngen                                             |
| 5225 Loral           | 1983 TS1                 | 12 ottobre 1983   | E. Bowell                                              |
| 5226 Pollack         | 1983 WL                  | 28 novembre 1983  | E. Bowell                                              |
| 5227 Bocacara        | 1986 PE                  | 4 agosto 1986     | INAS                                                   |
| 5228 Máca            | 1986 VT                  | 3 novembre 1986   | Z. Vávrová                                             |
| 5229 Irurita         | 1987 DE6                 | 23 febbraio 1987  | H. Debehogne                                           |
| 5230 Asahina         | 1988 EF                  | 10 marzo 1988     | J. Alu                                                 |
| 5231 Verne           | 1988 JV                  | 9 maggio 1988     | C. S. Shoemaker                                        |
| 5232 Jordaens        | 1988 PR1                 | 14 agosto 1988    | E. W. Elst                                             |
| 5233 Nastes          | 1988 RL10                | 14 settembre 1988 | S. J. Bus                                              |
| 5234 Sechenov        | 1989 VP                  | 4 novembre 1989   | L. G. Karachkina                                       |
| 5235 Jean-Loup       | 1990 SA1                 | 16 settembre 1990 | H. E. Holt                                             |
| 5236 Yoko            | 1990 TG3                 | 10 ottobre 1990   | Y. Mizuno T. Furuta                                    |
| 5237 Yoshikawa       | 1990 UF3                 | 26 ottobre 1990   | T. Urata                                               |
| 5238 Naozane         | 1990 VE2                 | 13 novembre 1990  | T. Hioki S. Hayakawa                                   |
| 5239 Reiki           | 1990 VC4                 | 14 novembre 1990  | S. Izumikawa O. Muramatsu                              |
| 5240 Kwasan          | 1990 XE                  | 7 dicembre 1990   | K. Suzuki T. Urata                                     |
| 5241 Beeson          | 1990 YL                  | 23 dicembre 1990  | S. Ueda H. Kaneda                                      |
| 5242 Kenreimonin     | 1991 BO                  | 18 gennaio 1991   | S. Inoda T. Urata                                      |
| 5243 Clasien         | 1246 T-2                 | 29 settembre 1973 | C. J. van Houten I. van Houten-Groeneveld T. Gehrels   |
| 5244 Amphilochos     | 1973 SQ1                 | 29 settembre 1973 | C. J. van Houten, I. van Houten-Groeneveld, T. Gehrels |
| 5245 Maslyakov       | 1976 GR2                 | 1 aprile 1976     | N. S. Chernykh                                         |
| 5246 Migliorini      | 1979 OB                  | 26 luglio 1979    | E. Bowell                                              |
| 5247 Krylov          | 1982 UP6                 | 20 ottobre 1982   | L. G. Karachkina                                       |
| 5248 Scardia         | 1983 GQ                  | 6 aprile 1983     | H. Debehogne G. DeSanctis                              |
| 5249 Giza            | 1983 HJ                  | 18 aprile 1983    | N. G. Thomas                                           |
| 5250 Jas             | 1984 QF                  | 21 agosto 1984    | A. Mrkos                                               |
| 5251 Bradwood        | 1985 KA                  | 18 maggio 1985    | A. C. Gilmore P. M. Kilmartin                          |
| 5252 Vikrymov        | 1985 PZ1                 | 13 agosto 1985    | N. S. Chernykh                                         |
| 5253 Fredclifford    | 1985 XB                  | 15 dicembre 1985  | S. Singer-Brewster                                     |
| 5254 Ulysses         | 1986 VG1                 | 7 novembre 1986   | E. W. Elst                                             |
| 5255 Johnsophie      | 1988 KF                  | 19 maggio 1988    | E. F. Helin                                            |
| 5256 Farquhar        | 1988 NN                  | 11 luglio 1988    | E. F. Helin C. Mikolajczak R. Coker                    |
| 5257 Laogonus        | 1988 RS10                | 14 settembre 1988 | S. J. Bus                                              |
| 5258 Rhoeo           | 1989 AU1                 | 1 gennaio 1989    | Y. Oshima                                              |
| 5259 Epeigeus        | 1989 BB1                 | 30 gennaio 1989   | C. S. Shoemaker E. M. Shoemaker                        |
| 5260 Philvéron       | 1989 RH                  | 2 settembre 1989  | E. W. Elst                                             |
| 5261 Eureka          | 1990 MB                  | 20 giugno 1990    | D. H. Levy H. E. Holt                                  |
| 5262 Brucegoldberg   | 1990 XB1                 | 14 dicembre 1990  | E. F. Helin                                            |
| 5263 Arrius          | 1991 GY9                 | 13 aprile 1991    | D. I. Steel                                            |
| 5264 Telephus        | 1991 KC                  | 17 maggio 1991    | C. S. Shoemaker E. M. Shoemaker                        |
| 5265 Schadow         | 2570 P-L                 | 24 settembre 1960 | C. J. van Houten I. van Houten-Groeneveld T. Gehrels   |
| 5266 Rauch           | 4047 T-2                 | 29 settembre 1973 | C. J. van Houten, I. van Houten-Groeneveld, T. Gehrels |
| 5267 Zegmott         | 1966 CF                  | 13 febbraio 1966  | Purple Mountain Observatory                            |
| 5268 Černohorský     | 1971 US1                 | 26 ottobre 1971   | L. Kohoutek                                            |
| 5269 Paustovskij     | 1978 SL6                 | 28 settembre 1978 | N. S. Chernykh                                         |
| 5270 Kakabadze       | 1979 KR                  | 19 maggio 1979    | R. M. West                                             |
| 5271 Kaylamaya       | 1979 MH7                 | 25 giugno 1979    | E. F. Helin S. J. Bus                                  |
| 5272 Dickinson       | 1981 QH2                 | 30 agosto 1981    | E. Bowell                                              |
| 5273 Peilisheng      | 1982 DQ6                 | 16 febbraio 1982  | Purple Mountain Observatory                            |
| 5274 Degewij         | 1985 RS                  | 14 settembre 1985 | E. Bowell                                              |
| 5275 Zdislava        | 1986 UU                  | 28 ottobre 1986   | Z. Vávrová                                             |
| 5276 Gulkis          | 1987 GK                  | 1 aprile 1987     | E. F. Helin                                            |
| 5277 Brisbane        | 1988 DO                  | 22 febbraio 1988  | R. H. McNaught                                         |
| 5278 Polly           | 1988 EJ1                 | 12 marzo 1988     | E. F. Helin                                            |
| 5279 Arthuradel      | 1988 LA                  | 8 giugno 1988     | T. Rodriquez                                           |
| 5280 Andrewbecker    | 1988 PT                  | 11 agosto 1988    | C. Mikolajczak R. Coker                                |
| 5281 Lindstrom       | 1988 SO1                 | 6 settembre 1988  | S. J. Bus                                              |
| 5282 Yamatotakeru    | 1988 VT                  | 2 novembre 1988   | Y. Oshima                                              |
| 5283 Pyrrhus         | 1989 BW                  | 31 gennaio 1989   | C. S. Shoemaker                                        |
| 5284 Orsilocus       | 1989 CK2                 | 1 febbraio 1989   | C. S. Shoemaker E. M. Shoemaker                        |
| 5285 Krethon         | 1989 EO11                | 9 marzo 1989      | C. S. Shoemaker, E. M. Shoemaker                       |
| 5286 Haruomukai      | 1989 VT1                 | 4 novembre 1989   | M. Mukai M. Takeishi                                   |
| 5287 Heishu          | 1989 WE                  | 20 novembre 1989  | Y. Mizuno T. Furuta                                    |
| 5288 Nankichi        | 1989 XD                  | 3 dicembre 1989   | Y. Mizuno, T. Furuta                                   |
| 5289 Niemelä         | 1990 KG2                 | 28 maggio 1990    | Felix Aguilar Observatory                              |
| 5290 Langevin        | 1990 OD4                 | 30 luglio 1990    | H. E. Holt                                             |
| 5291 Yuuko           | 1990 YT                  | 20 dicembre 1990  | M. Matsuyama K. Watanabe                               |
| 5292 Mackwell        | 1991 AJ1                 | 12 gennaio 1991   | H. Shiozawa M. Kizawa                                  |
| 5293 Bentengahama    | 1991 BQ2                 | 23 gennaio 1991   | M. Matsuyama K. Watanabe                               |
| 5294 Onnetoh         | 1991 CB                  | 3 febbraio 1991   | K. Endate K. Watanabe                                  |
| 5295 Masayo          | 1991 CE                  | 5 febbraio 1991   | Y. Mizuno T. Furuta                                    |
| 5296 Friedrich       | 9546 P-L                 | 17 ottobre 1960   | C. J. van Houten I. van Houten-Groeneveld T. Gehrels   |
| 5297 Schinkel        | 4170 T-2                 | 29 settembre 1973 | C. J. van Houten, I. van Houten-Groeneveld, T. Gehrels |
| 5298 Paraskevopoulos | 1966 PK                  | 7 agosto 1966     | Osservatorio Boyden                                    |
| 5299 Bittesini       | 1969 LB                  | 8 giugno 1969     | C. U. Cesco                                            |
| 5300 Sats            | 1974 SX1                 | 19 settembre 1974 | L. I. Chernykh                                         |

## 5301-5400
| Nome                  | Designazione provvisoria | Data di scoperta  | Scopritore                                             |
| --------------------- | ------------------------ | ----------------- | ------------------------------------------------------ |
| 5301 Novobranets      | 1974 SD3                 | 20 settembre 1974 | L. V. Zhuravleva                                       |
| 5302 Romanoserra      | 1976 YF5                 | 18 dicembre 1976  | N. S. Chernykh                                         |
| 5303 Parijskij        | 1978 TT2                 | 3 ottobre 1978    | N. S. Chernykh                                         |
| 5304 Bazhenov         | 1978 TA7                 | 2 ottobre 1978    | L. V. Zhuravleva                                       |
| 5305 Bernievolz       | 1978 VS5                 | 7 novembre 1978   | E. F. Helin S. J. Bus                                  |
| 5306 Fangfen          | 1980 BB                  | 25 gennaio 1980   | Harvard Observatory                                    |
| 5307 Paul-André       | 1980 YC                  | 30 dicembre 1980  | E. Bowell                                              |
| 5308 Hutchison        | 1981 DC2                 | 28 febbraio 1981  | S. J. Bus                                              |
| 5309 MacPherson       | 1981 ED25                | 2 marzo 1981      | S. J. Bus                                              |
| 5310 Papike           | 1981 EP26                | 2 marzo 1981      | S. J. Bus                                              |
| 5311 Rutherford       | 1981 GD1                 | 3 aprile 1981     | A. C. Gilmore P. M. Kilmartin                          |
| 5312 Schott           | 1981 VP2                 | 3 novembre 1981   | F. Börngen                                             |
| 5313 Nunes            | 1982 SC2                 | 18 settembre 1982 | H. Debehogne                                           |
| 5314 Wilkickia        | 1982 SG4                 | 20 settembre 1982 | N. S. Chernykh                                         |
| 5315 Balʹmont         | 1982 SV5                 | 16 settembre 1982 | L. I. Chernykh                                         |
| 5316 Filatov          | 1982 UB7                 | 21 ottobre 1982   | L. G. Karachkina                                       |
| 5317 Verolacqua       | 1983 CE                  | 11 febbraio 1983  | C. S. Shoemaker                                        |
| 5318 Dientzenhofer    | 1985 HG1                 | 21 aprile 1985    | A. Mrkos                                               |
| 5319 Petrovskaya      | 1985 RK6                 | 15 settembre 1985 | N. S. Chernykh                                         |
| 5320 Lisbeth          | 1985 VD                  | 14 novembre 1985  | P. Jensen K. Augustesen H. J. Fogh Olsen               |
| 5321 Jagras           | 1985 VN                  | 14 novembre 1985  | P. Jensen, K. Augustesen, H. J. Fogh Olsen             |
| 5322 Ghaffari         | 1986 QB1                 | 26 agosto 1986    | H. Debehogne                                           |
| 5323 Fogh             | 1986 TL4                 | 13 ottobre 1986   | P. Jensen                                              |
| 5324 Lyapunov         | 1987 SL                  | 22 settembre 1987 | L. G. Karachkina                                       |
| 5325 Silver           | 1988 JQ                  | 12 maggio 1988    | C. S. Shoemaker                                        |
| 5326 Vittoriosacco    | 1988 RT6                 | 8 settembre 1988  | H. Debehogne                                           |
| 5327 Gertwilkens      | 1989 EX1                 | 5 marzo 1989      | Z. Vávrová                                             |
| 5328 Nisiyamakoiti    | 1989 UH1                 | 26 ottobre 1989   | S. Ueda H. Kaneda                                      |
| 5329 Decaro           | 1989 YP                  | 21 dicembre 1989  | R. H. McNaught                                         |
| 5330 Senrikyu         | 1990 BQ1                 | 21 gennaio 1990   | A. Sugie                                               |
| 5331 Erimomisaki      | 1990 BT1                 | 27 gennaio 1990   | K. Endate K. Watanabe                                  |
| 5332 Davidaguilar     | 1990 DA                  | 16 febbraio 1990  | A. Sugie                                               |
| 5333 Kanaya           | 1990 UH                  | 18 ottobre 1990   | M. Akiyama T. Furuta                                   |
| 5334 Mishima          | 1991 CF                  | 8 febbraio 1991   | M. Akiyama, T. Furuta                                  |
| 5335 Damocles         | 1991 DA                  | 18 febbraio 1991  | R. H. McNaught                                         |
| 5336 Kley             | 1991 JE1                 | 7 maggio 1991     | N. Kawasato                                            |
| 5337 Aoki             | 1991 LD                  | 6 giugno 1991     | S. Otomo O. Muramatsu                                  |
| 5338 Michelblanc      | 1991 RJ5                 | 13 settembre 1991 | H. E. Holt                                             |
| 5339 Desmars          | 1992 CD                  | 4 febbraio 1992   | T. Hioki S. Hayakawa                                   |
| 5340 Burton           | 4027 P-L                 | 24 settembre 1960 | C. J. van Houten I. van Houten-Groeneveld T. Gehrels   |
| 5341 Purgathofer      | 6040 P-L                 | 24 settembre 1960 | C. J. van Houten, I. van Houten-Groeneveld, T. Gehrels |
| 5342 Le Poole         | 3129 T-2                 | 30 settembre 1973 | C. J. van Houten, I. van Houten-Groeneveld, T. Gehrels |
| 5343 Ryzhov           | 1977 SG3                 | 23 settembre 1977 | N. S. Chernykh                                         |
| 5344 Ryabov           | 1978 RN                  | 1 settembre 1978  | N. S. Chernykh                                         |
| 5345 Boynton          | 1981 EY8                 | 1 marzo 1981      | S. J. Bus                                              |
| 5346 Benedetti        | 1981 QE3                 | 24 agosto 1981    | H. Debehogne                                           |
| 5347 Orestelesca      | 1985 DX2                 | 24 febbraio 1985  | E. F. Helin                                            |
| 5348 Kennoguchi       | 1988 BB                  | 16 gennaio 1988   | T. Kojima                                              |
| 5349 Paulharris       | 1988 RA                  | 7 settembre 1988  | E. F. Helin                                            |
| 5350 Epetersen        | 1989 GL1                 | 3 aprile 1989     | E. W. Elst                                             |
| 5351 Diderot          | 1989 SG5                 | 26 settembre 1989 | E. W. Elst                                             |
| 5352 Fujita           | 1989 YN                  | 27 dicembre 1989  | Y. Kushida O. Muramatsu                                |
| 5353 Baillié          | 1989 YT                  | 20 dicembre 1989  | Y. Oshima                                              |
| 5354 Hisayo           | 1990 BJ2                 | 30 gennaio 1990   | S. Ueda H. Kaneda                                      |
| 5355 Akihiro          | 1991 CA                  | 3 febbraio 1991   | S. Ueda, H. Kaneda                                     |
| 5356 Neagari          | 1991 FF1                 | 21 marzo 1991     | K. Endate K. Watanabe                                  |
| 5357 Sekiguchi        | 1992 EL                  | 2 marzo 1992      | T. Fujii K. Watanabe                                   |
| 5358 Meineko          | 1992 QH                  | 26 agosto 1992    | S. Ueda H. Kaneda                                      |
| 5359 Markzakharov     | 1974 QX1                 | 24 agosto 1974    | L. I. Chernykh                                         |
| 5360 Rozhdestvenskij  | 1975 VD9                 | 8 novembre 1975   | N. S. Chernykh                                         |
| 5361 Goncharov        | 1976 YC2                 | 16 dicembre 1976  | L. I. Chernykh                                         |
| 5362 Johnyoung        | 1978 CH                  | 2 febbraio 1978   | J. Gibson                                              |
| 5363 Kupka            | 1979 UQ                  | 19 ottobre 1979   | A. Mrkos                                               |
| 5364 Christophschäfer | 1980 RC1                 | 2 settembre 1980  | Z. Vávrová                                             |
| 5365 Fievez           | 1981 EN1                 | 7 marzo 1981      | H. Debehogne G. DeSanctis                              |
| 5366 Rhianjones       | 1981 EY30                | 2 marzo 1981      | S. J. Bus                                              |
| 5367 Sollenberger     | 1982 TT                  | 13 ottobre 1982   | E. Bowell                                              |
| 5368 Vitagliano       | 1984 SW5                 | 21 settembre 1984 | H. Debehogne                                           |
| 5369 Virgiugum        | 1985 SE1                 | 22 settembre 1985 | P. Wild                                                |
| 5370 Taranis          | 1986 RA                  | 2 settembre 1986  | A. Maury                                               |
| 5371 Albertoaccomazzi | 1987 VG1                 | 15 novembre 1987  | S. Ueda H. Kaneda                                      |
| 5372 Bikki            | 1987 WS                  | 29 novembre 1987  | K. Endate K. Watanabe                                  |
| 5373 Michaelkurtz     | 1988 VV3                 | 14 novembre 1988  | S. Ueda H. Kaneda                                      |
| 5374 Hokutosei        | 1989 AM1                 | 4 gennaio 1989    | M. Yanai K. Watanabe                                   |
| 5375 Siedentopf       | 1989 AN6                 | 11 gennaio 1989   | F. Börngen                                             |
| 5376 Maruthiakella    | 1990 DD                  | 16 febbraio 1990  | S. Ueda H. Kaneda                                      |
| 5377 Komori           | 1991 FM                  | 17 marzo 1991     | S. Otomo O. Muramatsu                                  |
| 5378 Ellyett          | 1991 GD                  | 9 aprile 1991     | R. H. McNaught                                         |
| 5379 Abehiroshi       | 1991 HG                  | 16 aprile 1991    | S. Otomo O. Muramatsu                                  |
| 5380 Sprigg           | 1991 JT                  | 7 maggio 1991     | R. H. McNaught                                         |
| 5381 Sekhmet          | 1991 JY                  | 14 maggio 1991    | C. S. Shoemaker                                        |
| 5382 McKay            | 1991 JR2                 | 8 maggio 1991     | R. H. McNaught                                         |
| 5383 Leavitt          | 4293 T-2                 | 29 settembre 1973 | C. J. van Houten I. van Houten-Groeneveld T. Gehrels   |
| 5384 Changjiangcun    | 1957 VA                  | 11 novembre 1957  | C.-H. Chang                                            |
| 5385 Kamenka          | 1975 TS3                 | 3 ottobre 1975    | L. I. Chernykh                                         |
| 5386 Bajaja           | 1975 TH6                 | 1 ottobre 1975    | Felix Aguilar Observatory                              |
| 5387 Casleo           | 1980 NB                  | 11 luglio 1980    | Università del Cile                                    |
| 5388 Mottola          | 1981 ED1                 | 5 marzo 1981      | H. Debehogne G. DeSanctis                              |
| 5389 Choikaiyau       | 1981 UB10                | 29 ottobre 1981   | Purple Mountain Observatory                            |
| 5390 Huichiming       | 1981 YO1                 | 19 dicembre 1981  | Purple Mountain Observatory                            |
| 5391 Emmons           | 1985 RE2                 | 13 settembre 1985 | E. F. Helin                                            |
| 5392 Parker           | 1986 AK                  | 12 gennaio 1986   | C. S. Shoemaker                                        |
| 5393 Goldstein        | 1986 ET                  | 5 marzo 1986      | E. Bowell                                              |
| 5394 Jurgens          | 1986 EZ1                 | 6 marzo 1986      | E. Bowell                                              |
| 5395 Shosasaki        | 1988 RK11                | 14 settembre 1988 | S. J. Bus                                              |
| 5396 Kathleenhowell   | 1988 SH1                 | 20 settembre 1988 | H. Debehogne                                           |
| 5397 Vojislava        | 1988 VB5                 | 14 novembre 1988  | Y. Oshima                                              |
| 5398 Jennifergannon   | 1989 AK1                 | 13 gennaio 1989   | S. Ueda H. Kaneda                                      |
| 5399 Awa              | 1989 BT                  | 29 gennaio 1989   | M. Iwamoto T. Furuta                                   |
| 5400 Anniewalker      | 1989 CM                  | 4 febbraio 1989   | S. Ueda H. Kaneda                                      |

## 5401-5500
| Nome               | Designazione provvisoria | Data di scoperta  | Scopritore                                             |
| ------------------ | ------------------------ | ----------------- | ------------------------------------------------------ |
| 5401 Minamioda     | 1989 EV                  | 6 marzo 1989      | T. Nomura K. Kawanishi                                 |
| 5402 Kejosmith     | 1989 UK2                 | 27 ottobre 1989   | E. F. Helin                                            |
| 5403 Takachiho     | 1990 DM                  | 20 febbraio 1990  | Y. Kushida M. Inoue                                    |
| 5404 Uemura        | 1991 EE1                 | 15 marzo 1991     | K. Endate K. Watanabe                                  |
| 5405 Neverland     | 1991 GY                  | 11 aprile 1991    | Y. Kushida O. Muramatsu                                |
| 5406 Jonjoseph     | 1991 PH11                | 9 agosto 1991     | H. E. Holt                                             |
| 5407 -             | 1992 AX                  | 4 gennaio 1992    | S. Ueda H. Kaneda                                      |
| 5408 Thé           | 1232 T-1                 | 25 marzo 1971     | C. J. van Houten I. van Houten-Groeneveld T. Gehrels   |
| 5409 Saale         | 1962 SR                  | 30 settembre 1962 | F. Börngen                                             |
| 5410 Spivakov      | 1967 DA                  | 16 febbraio 1967  | T. M. Smirnova                                         |
| 5411 Liia          | 1973 AT3                 | 2 gennaio 1973    | N. S. Chernykh                                         |
| 5412 Rou           | 1973 SR3                 | 25 settembre 1973 | L. V. Zhuravleva                                       |
| 5413 Smyslov       | 1977 EC2                 | 13 marzo 1977     | N. S. Chernykh                                         |
| 5414 Sokolov       | 1977 RW6                 | 11 settembre 1977 | N. S. Chernykh                                         |
| 5415 Lyanzuridi    | 1978 TB2                 | 3 ottobre 1978    | N. S. Chernykh                                         |
| 5416 Estremadoyro  | 1978 VE5                 | 7 novembre 1978   | E. F. Helin S. J. Bus                                  |
| 5417 Solovaya      | 1981 QT                  | 24 agosto 1981    | L. Brožek                                              |
| 5418 Joyce         | 1981 QG1                 | 29 agosto 1981    | A. Mrkos                                               |
| 5419 Benua         | 1981 SW7                 | 29 settembre 1981 | L. V. Zhuravleva                                       |
| 5420 Jancis        | 1982 JR1                 | 15 maggio 1982    | E. F. Helin E. M. Shoemaker P. D. Wilder               |
| 5421 Ulanova       | 1982 TD2                 | 14 ottobre 1982   | L. V. Zhuravleva L. G. Karachkina                      |
| 5422 Hodgkin       | 1982 YL1                 | 23 dicembre 1982  | L. G. Karachkina                                       |
| 5423 Horahořejš    | 1983 DC                  | 16 febbraio 1983  | Z. Vávrová                                             |
| 5424 Covington     | 1983 TN1                 | 12 ottobre 1983   | E. Bowell                                              |
| 5425 Vojtěch       | 1984 SA1                 | 20 settembre 1984 | A. Mrkos                                               |
| 5426 Sharp         | 1985 DD                  | 16 febbraio 1985  | C. S. Shoemaker                                        |
| 5427 Jensmartin    | 1986 JQ                  | 13 maggio 1986    | Copenhagen Observatory                                 |
| (5428) 1987 RA1    | 1987 RA1                 | 13 settembre 1987 | H. Debehogne                                           |
| (5429) 1988 BZ1    | 1988 BZ1                 | 25 gennaio 1988   | S. Ueda H. Kaneda                                      |
| 5430 Luu           | 1988 JA1                 | 12 maggio 1988    | C. S. Shoemaker E. M. Shoemaker                        |
| 5431 Maxinehelin   | 1988 MB                  | 19 giugno 1988    | E. F. Helin                                            |
| 5432 Imakiire      | 1988 VN                  | 3 novembre 1988   | T. Kojima                                              |
| 5433 Kairen        | 1988 VZ2                 | 10 novembre 1988  | T. Kojima                                              |
| 5434 Tomwhitney    | 1989 ES                  | 6 marzo 1989      | E. F. Helin                                            |
| 5435 Kameoka       | 1990 BS1                 | 21 gennaio 1990   | A. Sugie                                               |
| 5436 Eumelos       | 1990 DK                  | 20 febbraio 1990  | C. S. Shoemaker E. M. Shoemaker                        |
| 5437 -             | 1990 DU3                 | 26 febbraio 1990  | H. Debehogne                                           |
| 5438 Lorre         | 1990 QJ                  | 18 agosto 1990    | E. F. Helin                                            |
| 5439 Couturier     | 1990 RW                  | 14 settembre 1990 | H. E. Holt                                             |
| 5440 Terao         | 1991 HD                  | 16 aprile 1991    | A. Sugie                                               |
| 5441 Andymurray    | 1991 JZ1                 | 8 maggio 1991     | R. H. McNaught                                         |
| 5442 Drossart      | 1991 NH1                 | 12 luglio 1991    | H. E. Holt                                             |
| 5443 Encrenaz      | 1991 NX1                 | 14 luglio 1991    | H. E. Holt                                             |
| 5444 Gautier       | 1991 PM8                 | 5 agosto 1991     | H. E. Holt                                             |
| 5445 Williwaw      | 1991 PA12                | 7 agosto 1991     | H. E. Holt                                             |
| 5446 Heyler        | 1991 PB13                | 5 agosto 1991     | H. E. Holt                                             |
| 5447 Lallement     | 1991 PO14                | 6 agosto 1991     | H. E. Holt                                             |
| 5448 Siebold       | 1992 SP                  | 26 settembre 1992 | A. Sugie                                               |
| 5449 -             | 1992 US5                 | 28 ottobre 1992   | S. Ueda H. Kaneda                                      |
| 5450 Sokrates      | 2780 P-L                 | 24 settembre 1960 | C. J. van Houten I. van Houten-Groeneveld T. Gehrels   |
| 5451 Plato         | 4598 P-L                 | 24 settembre 1960 | C. J. van Houten, I. van Houten-Groeneveld, T. Gehrels |
| 5452 -             | 1937 NN                  | 5 luglio 1937     | C. Jackson                                             |
| 5453 Zakharchenya  | 1975 VS5                 | 3 novembre 1975   | T. M. Smirnova                                         |
| 5454 Kojiki        | 1977 EW5                 | 12 marzo 1977     | H. Kosai K. Hurukawa                                   |
| 5455 Surkov        | 1978 RV5                 | 13 settembre 1978 | N. S. Chernykh                                         |
| 5456 Merman        | 1979 HH3                 | 25 aprile 1979    | N. S. Chernykh                                         |
| 5457 Queen's       | 1980 TW5                 | 9 ottobre 1980    | C. S. Shoemaker                                        |
| 5458 Aizman        | 1980 TB12                | 10 ottobre 1980   | N. S. Chernykh                                         |
| 5459 Saraburger    | 1981 QP3                 | 26 agosto 1981    | H. Debehogne                                           |
| 5460 Tsénaat'a'í   | 1983 AW                  | 12 gennaio 1983   | B. A. Skiff                                            |
| 5461 Autumn        | 1983 HB1                 | 18 aprile 1983    | N. G. Thomas                                           |
| 5462 -             | 1984 SX5                 | 21 settembre 1984 | H. Debehogne                                           |
| 5463 Danwelcher    | 1985 TO                  | 15 ottobre 1985   | E. Bowell                                              |
| 5464 Weller        | 1985 VC1                 | 7 novembre 1985   | E. Bowell                                              |
| 5465 Chumakov      | 1986 RF13                | 9 settembre 1986  | L. G. Karachkina                                       |
| 5466 Makibi        | 1986 WP8                 | 30 novembre 1986  | H. Kosai K. Hurukawa                                   |
| 5467 -             | 1988 AG                  | 11 gennaio 1988   | T. Hioki N. Kawasato                                   |
| 5468 Hamatonbetsu  | 1988 BK                  | 16 gennaio 1988   | M. Mukai M. Takeishi                                   |
| 5469 -             | 1988 BK4                 | 21 gennaio 1988   | H. Debehogne                                           |
| 5470 Kurtlindstrom | 1988 BK5                 | 28 gennaio 1988   | R. H. McNaught                                         |
| 5471 Tunguska      | 1988 PK1                 | 13 agosto 1988    | E. W. Elst                                             |
| 5472 -             | 1988 RR                  | 13 settembre 1988 | S. Ueda H. Kaneda                                      |
| 5473 Yamanashi     | 1988 VR                  | 5 novembre 1988   | Y. Kushida O. Muramatsu                                |
| 5474 Gingasen      | 1988 XE1                 | 3 dicembre 1988   | T. Fujii K. Watanabe                                   |
| 5475 Hanskennedy   | 1989 QO                  | 26 agosto 1989    | R. H. McNaught                                         |
| 5476 Mulius        | 1989 TO11                | 2 ottobre 1989    | S. J. Bus                                              |
| 5477 Holmes        | 1989 UH2                 | 27 ottobre 1989   | E. F. Helin                                            |
| 5478 Wartburg      | 1989 UE4                 | 23 ottobre 1989   | F. Börngen                                             |
| 5479 Grahamryder   | 1989 UT5                 | 30 ottobre 1989   | S. J. Bus                                              |
| 5480 -             | 1989 YK8                 | 23 dicembre 1989  | S. Ueda H. Kaneda                                      |
| 5481 Kiuchi        | 1990 CH                  | 15 febbraio 1990  | K. Endate K. Watanabe                                  |
| 5482 Korankei      | 1990 DX                  | 27 febbraio 1990  | K. Suzuki T. Urata                                     |
| 5483 Cherkashin    | 1990 UQ11                | 17 ottobre 1990   | L. I. Chernykh                                         |
| 5484 Inoda         | 1990 VH1                 | 7 novembre 1990   | T. Urata                                               |
| 5485 Kaula         | 1991 RQ21                | 11 settembre 1991 | H. E. Holt                                             |
| 5486 -             | 1991 UT2                 | 31 ottobre 1991   | S. Ueda H. Kaneda                                      |
| 5487 -             | 1991 UM4                 | 18 ottobre 1991   | S. Ueda, H. Kaneda                                     |
| 5488 Kiyosato      | 1991 VK5                 | 13 novembre 1991  | S. Otomo                                               |
| 5489 Oberkochen    | 1993 BF2                 | 17 gennaio 1993   | Y. Kushida O. Muramatsu                                |
| 5490 Burbidge      | 2019 P-L                 | 24 settembre 1960 | C. J. van Houten I. van Houten-Groeneveld T. Gehrels   |
| 5491 Kaulbach      | 3128 T-1                 | 26 marzo 1971     | C. J. van Houten, I. van Houten-Groeneveld, T. Gehrels |
| 5492 Thoma         | 3227 T-1                 | 26 marzo 1971     | C. J. van Houten, I. van Houten-Groeneveld, T. Gehrels |
| 5493 Spitzweg      | 1617 T-2                 | 24 settembre 1973 | C. J. van Houten, I. van Houten-Groeneveld, T. Gehrels |
| 5494 Johanmohr     | 1933 UM1                 | 19 ottobre 1933   | K. Reinmuth                                            |
| 5495 Rumyantsev    | 1972 RY3                 | 6 settembre 1972  | L. V. Zhuravleva                                       |
| 5496 -             | 1973 NA                  | 4 luglio 1973     | E. F. Helin                                            |
| 5497 Sararussell   | 1975 SS                  | 30 settembre 1975 | S. J. Bus                                              |
| 5498 Gustafsson    | 1980 FT3                 | 16 marzo 1980     | C.-I. Lagerkvist                                       |
| 5499 -             | 1981 SU2                 | 29 settembre 1981 | Haute Provence                                         |
| 5500 Twilley       | 1981 WR                  | 24 novembre 1981  | E. Bowell                                              |

## 5501-5600
| Nome              | Designazione provvisoria | Data di scoperta  | Scopritore                                             |
| ----------------- | ------------------------ | ----------------- | ------------------------------------------------------ |
| 5501 -            | 1982 FF2                 | 30 marzo 1982     | L. G. Taff                                             |
| 5502 Brashear     | 1984 EC                  | 1 marzo 1984      | E. Bowell                                              |
| 5503 -            | 1985 CE2                 | 13 febbraio 1985  | H. Debehogne                                           |
| 5504 Lanzerotti   | 1985 FC2                 | 22 marzo 1985     | E. Bowell                                              |
| 5505 Rundetaarn   | 1986 VD1                 | 6 novembre 1986   | P. Jensen                                              |
| 5506 Artiglio     | 1987 SV11                | 24 settembre 1987 | H. Debehogne                                           |
| 5507 Niijima      | 1987 UJ                  | 21 ottobre 1987   | K. Suzuki T. Urata                                     |
| 5508 Gomyou       | 1988 EB                  | 9 marzo 1988      | W. Kakei M. Kizawa T. Urata                            |
| 5509 Rennsteig    | 1988 RD3                 | 8 settembre 1988  | F. Börngen                                             |
| 5510 -            | 1988 RF7                 | 2 settembre 1988  | H. Debehogne                                           |
| 5511 Cloanthus    | 1988 TH1                 | 8 ottobre 1988    | C. S. Shoemaker E. M. Shoemaker                        |
| 5512 -            | 1988 VD7                 | 10 novembre 1988  | T. Hioki N. Kawasato                                   |
| 5513 Yukio        | 1988 WB                  | 27 novembre 1988  | W. Kakei M. Kizawa T. Urata                            |
| 5514 Karelraška   | 1989 BN1                 | 29 gennaio 1989   | Z. Vávrová                                             |
| 5515 Naderi       | 1989 EL1                 | 5 marzo 1989      | E. F. Helin                                            |
| 5516 Jawilliamson | 1989 JK                  | 2 maggio 1989     | E. F. Helin                                            |
| 5517 Johnerogers  | 1989 LJ                  | 4 giugno 1989     | E. F. Helin                                            |
| 5518 Mariobotta   | 1989 YF                  | 30 dicembre 1989  | J. M. Baur                                             |
| 5519 Lellouch     | 1990 QB4                 | 23 agosto 1990    | H. E. Holt                                             |
| 5520 Natori       | 1990 RB                  | 12 settembre 1990 | T. Urata                                               |
| 5521 Morpurgo     | 1991 PM1                 | 15 agosto 1991    | E. F. Helin                                            |
| 5522 De Rop       | 1991 PJ5                 | 3 agosto 1991     | E. W. Elst                                             |
| 5523 Luminet      | 1991 PH8                 | 5 agosto 1991     | H. E. Holt                                             |
| 5524 Lecacheux    | 1991 RA30                | 15 settembre 1991 | H. E. Holt                                             |
| 5525 -            | 1991 TS4                 | 15 ottobre 1991   | N. Kawasato                                            |
| 5526 Kenzo        | 1991 UP1                 | 18 ottobre 1991   | T. Urata                                               |
| 5527 -            | 1991 UQ3                 | 31 ottobre 1991   | S. Ueda H. Kaneda                                      |
| 5528 -            | 1992 AJ                  | 2 gennaio 1992    | S. Ueda, H. Kaneda                                     |
| 5529 Perry        | 2557 P-L                 | 24 settembre 1960 | C. J. van Houten I. van Houten-Groeneveld T. Gehrels   |
| 5530 Eisinga      | 2835 P-L                 | 24 settembre 1960 | C. J. van Houten, I. van Houten-Groeneveld, T. Gehrels |
| 5531 Carolientje  | 1051 T-2                 | 29 settembre 1973 | C. J. van Houten, I. van Houten-Groeneveld, T. Gehrels |
| 5532 Ichinohe     | 1932 CY                  | 14 febbraio 1932  | K. Reinmuth                                            |
| 5533 Bagrov       | 1935 SC                  | 21 settembre 1935 | P. F. Shajn                                            |
| 5534 -            | 1941 UN                  | 15 ottobre 1941   | L. Oterma                                              |
| 5535 Annefrank    | 1942 EM                  | 23 marzo 1942     | K. Reinmuth                                            |
| 5536 Honeycutt    | 1955 QN                  | 23 agosto 1955    | Università dell'Indiana                                |
| 5537 Sanya        | 1964 TA2                 | 9 ottobre 1964    | Purple Mountain Observatory                            |
| 5538 Luichewoo    | 1964 TU2                 | 9 ottobre 1964    | Purple Mountain Observatory                            |
| 5539 Limporyen    | 1965 UA1                 | 16 ottobre 1965   | Purple Mountain Observatory                            |
| 5540 Smirnova     | 1971 QR1                 | 30 agosto 1971    | T. M. Smirnova                                         |
| 5541 Seimei       | 1976 UH16                | 22 ottobre 1976   | H. Kosai K. Hurukawa                                   |
| 5542 Moffatt      | 1978 PT4                 | 6 agosto 1978     | Perth Observatory                                      |
| 5543 Sharaf       | 1978 TW2                 | 3 ottobre 1978    | N. S. Chernykh                                         |
| 5544 Kazakov      | 1978 TH6                 | 2 ottobre 1978    | L. V. Zhuravleva                                       |
| 5545 Makarov      | 1978 VY14                | 1 novembre 1978   | L. V. Zhuravleva                                       |
| 5546 Salavat      | 1979 YS                  | 18 dicembre 1979  | H. Debehogne                                           |
| 5547 Acadiau      | 1980 LE1                 | 11 giugno 1980    | C. S. Shoemaker                                        |
| 5548 Thosharriot  | 1980 TH                  | 3 ottobre 1980    | Z. Vávrová                                             |
| 5549 Bobstefanik  | 1981 GM1                 | 1 aprile 1981     | Harvard Observatory                                    |
| 5550 -            | 1981 UB1                 | 30 ottobre 1981   | L. G. Taff                                             |
| 5551 Glikson      | 1982 BJ                  | 24 gennaio 1982   | C. S. Shoemaker E. M. Shoemaker                        |
| 5552 Studnička    | 1982 SJ1                 | 16 settembre 1982 | A. Mrkos                                               |
| 5553 Chodas       | 1984 CM1                 | 6 febbraio 1984   | E. Bowell                                              |
| 5554 Keesey       | 1985 TW1                 | 15 ottobre 1985   | E. Bowell                                              |
| 5555 Wimberly     | 1986 VF5                 | 5 novembre 1986   | E. Bowell                                              |
| 5556 -            | 1988 AL                  | 15 gennaio 1988   | S. Ueda H. Kaneda                                      |
| 5557 Chimikeppuko | 1989 CM1                 | 7 febbraio 1989   | K. Endate K. Watanabe                                  |
| 5558 Johnnapier   | 1989 WL2                 | 24 novembre 1989  | R. H. McNaught                                         |
| 5559 Beategordon  | 1990 MV                  | 27 giugno 1990    | E. F. Helin                                            |
| 5560 Amytis       | 1990 MX                  | 27 giugno 1990    | E. F. Helin                                            |
| 5561 Iguchi       | 1991 QD                  | 17 agosto 1991    | S. Otomo                                               |
| 5562 Sumi         | 1991 VS                  | 4 novembre 1991   | S. Ueda H. Kaneda                                      |
| 5563 Yuuri        | 1991 VZ1                 | 9 novembre 1991   | S. Ueda, H. Kaneda                                     |
| 5564 Hikari       | 1991 VH2                 | 9 novembre 1991   | S. Ueda, H. Kaneda                                     |
| 5565 Ukyounodaibu | 1991 VN2                 | 10 novembre 1991  | A. Natori T. Urata                                     |
| 5566 -            | 1991 VY3                 | 11 novembre 1991  | S. Ueda H. Kaneda                                      |
| 5567 Durisen      | 1953 FK1                 | 21 marzo 1953     | Università dell'Indiana                                |
| 5568 Mufson       | 1953 TS2                 | 14 ottobre 1953   | Università dell'Indiana                                |
| 5569 Colby        | 1974 FO                  | 22 marzo 1974     | C. Torres                                              |
| 5570 Kirsan       | 1976 GM7                 | 4 aprile 1976     | N. S. Chernykh                                         |
| 5571 Lesliegreen  | 1978 LG                  | 1 giugno 1978     | K. W. Kamper                                           |
| 5572 Bliskunov    | 1978 SS2                 | 26 settembre 1978 | L. V. Zhuravleva                                       |
| 5573 Hilarydownes | 1981 QX                  | 24 agosto 1981    | A. Mrkos                                               |
| 5574 Seagrave     | 1984 FS                  | 20 marzo 1984     | Z. Vávrová                                             |
| 5575 Ryanpark     | 1985 RP2                 | 4 settembre 1985  | H. Debehogne                                           |
| 5576 Albanese     | 1986 UM1                 | 26 ottobre 1986   | CERGA                                                  |
| 5577 Priestley    | 1986 WQ2                 | 21 novembre 1986  | J. D. Waldron                                          |
| 5578 Takakura     | 1987 BC                  | 28 gennaio 1987   | T. Niijima T. Urata                                    |
| 5579 Uhlherr      | 1988 JL                  | 11 maggio 1988    | C. S. Shoemaker E. M. Shoemaker                        |
| 5580 Sharidake    | 1988 RP1                 | 10 settembre 1988 | K. Endate K. Watanabe                                  |
| 5581 Mitsuko      | 1989 CY1                 | 10 febbraio 1989  | M. Iwamoto T. Furuta                                   |
| 5582 -            | 1989 CU8                 | 13 febbraio 1989  | H. Debehogne                                           |
| 5583 Braunerová   | 1989 EY1                 | 5 marzo 1989      | A. Mrkos                                               |
| 5584 Izenberg     | 1989 KK                  | 31 maggio 1989    | H. E. Holt                                             |
| 5585 Parks        | 1990 MJ                  | 28 giugno 1990    | E. F. Helin                                            |
| 5586 -            | 1990 RE6                 | 9 settembre 1990  | H. Debehogne                                           |
| 5587 -            | 1990 SB                  | 16 settembre 1990 | H. E. Holt J. A. Brown                                 |
| 5588 Jennabelle   | 1990 SW3                 | 23 settembre 1990 | B. Roman                                               |
| 5589 De Meis      | 1990 SD14                | 23 settembre 1990 | H. Debehogne                                           |
| 5590 -            | 1990 VA                  | 9 novembre 1990   | Spacewatch                                             |
| 5591 Koyo         | 1990 VF2                 | 10 novembre 1990  | T. Urata                                               |
| 5592 Oshima       | 1990 VB4                 | 14 novembre 1990  | K. Suzuki T. Urata                                     |
| 5593 Jonsujatha   | 1991 JN1                 | 9 maggio 1991     | E. F. Helin                                            |
| 5594 Jimmiller    | 1991 NK1                 | 12 luglio 1991    | H. E. Holt                                             |
| 5595 Roth         | 1991 PJ                  | 5 agosto 1991     | H. E. Holt                                             |
| 5596 Morbidelli   | 1991 PQ10                | 7 agosto 1991     | H. E. Holt                                             |
| 5597 Warren       | 1991 PC13                | 5 agosto 1991     | H. E. Holt                                             |
| 5598 Carlmurray   | 1991 PN18                | 8 agosto 1991     | H. E. Holt                                             |
| 5599 -            | 1991 SG1                 | 29 settembre 1991 | S. Ueda H. Kaneda                                      |
| 5600 -            | 1991 UY                  | 18 ottobre 1991   | S. Ueda, H. Kaneda                                     |

## 5601-5700
| Nome                 | Designazione provvisoria | Data di scoperta  | Scopritore                                             |
| -------------------- | ------------------------ | ----------------- | ------------------------------------------------------ |
| 5601 -               | 1991 VR                  | 4 novembre 1991   | S. Ueda H. Kaneda                                      |
| 5602 -               | 1991 VM1                 | 4 novembre 1991   | S. Ueda, H. Kaneda                                     |
| 5603 Rausudake       | 1992 CE                  | 5 febbraio 1992   | K. Endate K. Watanabe                                  |
| 5604 -               | 1992 FE                  | 26 marzo 1992     | R. H. McNaught                                         |
| 5605 Kushida         | 1993 DB                  | 17 febbraio 1993  | S. Otomo                                               |
| 5606 Muramatsu       | 1993 EH                  | 1 marzo 1993      | S. Otomo                                               |
| 5607 -               | 1993 EN                  | 12 marzo 1993     | S. Ueda H. Kaneda                                      |
| 5608 Olmos           | 1993 EO                  | 12 marzo 1993     | S. Ueda, H. Kaneda                                     |
| 5609 Stroncone       | 1993 FU                  | 22 marzo 1993     | A. Vagnozzi                                            |
| 5610 Balster         | 2041 T-3                 | 16 ottobre 1977   | C. J. van Houten I. van Houten-Groeneveld T. Gehrels   |
| (5611) 1943 DL       | 1943 DL                  | 26 febbraio 1943  | L. Oterma                                              |
| 5612 Nevskij         | 1975 TX2                 | 3 ottobre 1975    | L. I. Chernykh                                         |
| 5613 Donskoj         | 1976 YP1                 | 16 dicembre 1976  | L. I. Chernykh                                         |
| 5614 Yakovlev        | 1979 VN                  | 11 novembre 1979  | N. S. Chernykh                                         |
| 5615 Iskander        | 1983 PZ                  | 4 agosto 1983     | L. G. Karachkina                                       |
| 5616 Vogtland        | 1987 ST10                | 29 settembre 1987 | F. Börngen                                             |
| 5617 Emelyanenko     | 1989 EL                  | 5 marzo 1989      | E. F. Helin                                            |
| 5618 Saitama         | 1990 EA                  | 4 marzo 1990      | A. Sugie                                               |
| 5619 Shair           | 1990 HC1                 | 26 aprile 1990    | E. F. Helin                                            |
| 5620 Jasonwheeler    | 1990 OA                  | 19 luglio 1990    | B. Roman E. F. Helin                                   |
| 5621 Erb             | 1990 SG4                 | 23 settembre 1990 | K. J. Lawrence                                         |
| 5622 Percyjulian     | 1990 TL4                 | 14 ottobre 1990   | E. F. Helin                                            |
| 5623 Iwamori         | 1990 UY                  | 20 ottobre 1990   | A. Sugie                                               |
| 5624 Shirley         | 1991 AY1                 | 11 gennaio 1991   | E. F. Helin                                            |
| 5625 Jamesferguson   | 1991 AO2                 | 7 gennaio 1991    | R. H. McNaught                                         |
| 5626 Melissabrucker  | 1991 FE                  | 18 marzo 1991     | Spacewatch                                             |
| 5627 Short           | 1991 MA                  | 16 giugno 1991    | R. H. McNaught                                         |
| 5628 Preußen         | 1991 RP7                 | 13 settembre 1991 | L. D. Schmadel F. Börngen                              |
| 5629 Kuwana          | 1993 DA1                 | 20 febbraio 1993  | T. Hioki S. Hayakawa                                   |
| 5630 Billschaefer    | 1993 FZ                  | 21 marzo 1993     | J. B. Child                                            |
| 5631 Sekihokutouge   | 1993 FE1                 | 20 marzo 1993     | K. Endate K. Watanabe                                  |
| 5632 Ingelehmann     | 1993 GG                  | 15 aprile 1993    | C. S. Shoemaker E. M. Shoemaker                        |
| 5633 -               | 1978 UL7                 | 27 ottobre 1978   | C. M. Olmstead                                         |
| 5634 Victorborge     | 1978 VT6                 | 7 novembre 1978   | E. F. Helin S. J. Bus                                  |
| 5635 Cole            | 1981 ER5                 | 2 marzo 1981      | S. J. Bus                                              |
| 5636 Jacobson        | 1985 QN                  | 22 agosto 1985    | E. Bowell                                              |
| 5637 Gyas            | 1988 RF1                 | 10 settembre 1988 | C. S. Shoemaker E. M. Shoemaker                        |
| 5638 Deikoon         | 1988 TA3                 | 10 ottobre 1988   | C. S. Shoemaker, E. M. Shoemaker                       |
| 5639 Ćuk             | 1989 PE                  | 9 agosto 1989     | J. Alu E. F. Helin                                     |
| 5640 Yoshino         | 1989 UR3                 | 21 ottobre 1989   | M. Mukai M. Takeishi                                   |
| 5641 McCleese        | 1990 DJ                  | 27 febbraio 1990  | E. F. Helin                                            |
| 5642 Bobbywilliams   | 1990 OK1                 | 27 luglio 1990    | H. E. Holt                                             |
| 5643 Roques          | 1990 QC2                 | 22 agosto 1990    | H. E. Holt                                             |
| 5644 Maureenbell     | 1990 QG2                 | 22 agosto 1990    | H. E. Holt                                             |
| (5645) 1990 SP       | 1990 SP                  | 20 settembre 1990 | R. H. McNaught                                         |
| 5646 -               | 1990 TR                  | 11 ottobre 1990   | S. Ueda H. Kaneda                                      |
| 5647 Sarojininaidu   | 1990 TZ                  | 14 ottobre 1990   | E. F. Helin                                            |
| 5648 Axius           | 1990 VU1                 | 11 novembre 1990  | K. Endate K. Watanabe                                  |
| 5649 Donnashirley    | 1990 WZ2                 | 18 novembre 1990  | E. F. Helin                                            |
| 5650 Mochihito-o     | 1990 XK                  | 10 dicembre 1990  | A. Natori T. Urata                                     |
| 5651 Traversa        | 1991 CA2                 | 14 febbraio 1991  | E. W. Elst                                             |
| 5652 Amphimachus     | 1992 HS3                 | 24 aprile 1992    | C. S. Shoemaker E. M. Shoemaker                        |
| 5653 Camarillo       | 1992 WD5                 | 21 novembre 1992  | E. F. Helin K. J. Lawrence                             |
| 5654 Terni           | 1993 KG                  | 20 maggio 1993    | A. Vagnozzi                                            |
| 5655 Barney          | 1159 T-2                 | 29 settembre 1973 | C. J. van Houten I. van Houten-Groeneveld T. Gehrels   |
| 5656 Oldfield        | A920 TA                  | 8 ottobre 1920    | W. Baade                                               |
| 5657 Groombridge     | 1936 QE1                 | 28 agosto 1936    | K. Reinmuth                                            |
| 5658 Clausbaader     | 1950 DO                  | 17 febbraio 1950  | K. Reinmuth                                            |
| 5659 Vergara         | 1968 OA1                 | 18 luglio 1968    | C. Torres S. Cofré                                     |
| 5660 -               | 1974 MA                  | 26 giugno 1974    | C. T. Kowal                                            |
| 5661 Hildebrand      | 1977 PO1                 | 14 agosto 1977    | N. S. Chernykh                                         |
| 5662 Wendycalvin     | 1981 EL4                 | 2 marzo 1981      | S. J. Bus                                              |
| 5663 McKeegan        | 1981 EQ12                | 1 marzo 1981      | S. J. Bus                                              |
| 5664 Eugster         | 1981 EX43                | 6 marzo 1981      | S. J. Bus                                              |
| 5665 Begemann        | 1982 BD13                | 30 gennaio 1982   | S. J. Bus                                              |
| 5666 Rabelais        | 1982 TP1                 | 14 ottobre 1982   | L. G. Karachkina                                       |
| 5667 Nakhimovskaya   | 1983 QH1                 | 16 agosto 1983    | T. M. Smirnova                                         |
| 5668 Foucault        | 1984 FU                  | 22 marzo 1984     | A. Mrkos                                               |
| 5669 -               | 1985 CC2                 | 12 febbraio 1985  | H. Debehogne                                           |
| 5670 Rosstaylor      | 1985 VF2                 | 7 novembre 1985   | C. S. Shoemaker E. M. Shoemaker                        |
| 5671 Chanal          | 1985 XR                  | 13 dicembre 1985  | CERGA                                                  |
| 5672 Libby           | 1986 EE2                 | 6 marzo 1986      | E. Bowell                                              |
| 5673 McAllister      | 1986 RT2                 | 6 settembre 1986  | E. Bowell                                              |
| 5674 Wolff           | 1986 RW2                 | 6 settembre 1986  | E. Bowell                                              |
| 5675 Evgenilebedev   | 1986 RY5                 | 7 settembre 1986  | L. I. Chernykh                                         |
| 5676 Voltaire        | 1986 RH12                | 9 settembre 1986  | L. G. Karachkina                                       |
| 5677 Aberdonia       | 1987 SQ1                 | 21 settembre 1987 | E. Bowell                                              |
| 5678 DuBridge        | 1989 TS                  | 1 ottobre 1989    | E. F. Helin                                            |
| 5679 Akkado          | 1989 VR                  | 2 novembre 1989   | K. Endate K. Watanabe                                  |
| 5680 Nasmyth         | 1989 YZ1                 | 30 dicembre 1989  | R. H. McNaught                                         |
| 5681 Bakulev         | 1990 RS17                | 15 settembre 1990 | L. V. Zhuravleva                                       |
| 5682 Beresford       | 1990 TB                  | 9 ottobre 1990    | R. H. McNaught                                         |
| 5683 Bifukumonin     | 1990 UD                  | 19 ottobre 1990   | T. Urata                                               |
| 5684 Kogo            | 1990 UB2                 | 21 ottobre 1990   | T. Urata                                               |
| 5685 Sanenobufukui   | 1990 XA                  | 8 dicembre 1990   | T. Nomura K. Kawanishi                                 |
| 5686 Chiyonoura      | 1990 YQ                  | 20 dicembre 1990  | M. Matsuyama K. Watanabe                               |
| 5687 Yamamotoshinobu | 1991 AB1                 | 13 gennaio 1991   | Y. Kushida O. Muramatsu                                |
| 5688 Kleewyck        | 1991 AD2                 | 12 gennaio 1991   | E. F. Helin                                            |
| 5689 Rhön            | 1991 RZ2                 | 9 settembre 1991  | F. Börngen L. D. Schmadel                              |
| 5690 -               | 1992 EU                  | 7 marzo 1992      | S. Ueda H. Kaneda                                      |
| 5691 Fredwatson      | 1992 FD                  | 26 marzo 1992     | R. H. McNaught                                         |
| 5692 Shirao          | 1992 FR                  | 23 marzo 1992     | K. Endate K. Watanabe                                  |
| 5693 -               | 1993 EA                  | 3 marzo 1993      | Spacewatch                                             |
| 5694 Berényi         | 3051 P-L                 | 24 settembre 1960 | C. J. van Houten I. van Houten-Groeneveld T. Gehrels   |
| 5695 Remillieux      | 4577 P-L                 | 24 settembre 1960 | C. J. van Houten, I. van Houten-Groeneveld, T. Gehrels |
| 5696 Ibsen           | 4582 P-L                 | 24 settembre 1960 | C. J. van Houten, I. van Houten-Groeneveld, T. Gehrels |
| 5697 Arrhenius       | 6766 P-L                 | 24 settembre 1960 | C. J. van Houten, I. van Houten-Groeneveld, T. Gehrels |
| 5698 Nolde           | 4121 T-1                 | 26 marzo 1971     | C. J. van Houten, I. van Houten-Groeneveld, T. Gehrels |
| 5699 Munch           | 2141 T-3                 | 16 ottobre 1977   | C. J. van Houten, I. van Houten-Groeneveld, T. Gehrels |
| 5700 Homerus         | 5166 T-3                 | 16 ottobre 1977   | C. J. van Houten, I. van Houten-Groeneveld, T. Gehrels |

## 5701-5800
| Nome                  | Designazione provvisoria | Data di scoperta  | Scopritore                                             |
| --------------------- | ------------------------ | ----------------- | ------------------------------------------------------ |
| 5701 Baltuck          | 1929 VS                  | 26 ottobre 1929   | C. W. Tombaugh                                         |
| 5702 Morando          | 1931 FC                  | 16 marzo 1931     | M. F. Wolf                                             |
| 5703 Hevelius         | 1931 VS                  | 15 novembre 1931  | K. Reinmuth                                            |
| 5704 Schumacher       | 1950 DE                  | 17 febbraio 1950  | K. Reinmuth                                            |
| 5705 Ericsterken      | 1965 UA                  | 21 ottobre 1965   | H. Debehogne                                           |
| 5706 Finkelstein      | 1971 SS1                 | 23 settembre 1971 | Crimean Astrophysical Observatory                      |
| 5707 Shevchenko       | 1976 GY3                 | 2 aprile 1976     | N. S. Chernykh                                         |
| 5708 Melancholia      | 1977 TC1                 | 12 ottobre 1977   | P. Wild                                                |
| 5709 Tamyeunleung     | 1977 TS3                 | 12 ottobre 1977   | Purple Mountain Observatory                            |
| 5710 Silentium        | 1977 UP                  | 18 ottobre 1977   | P. Wild                                                |
| 5711 Eneev            | 1978 SO4                 | 27 settembre 1978 | L. I. Chernykh                                         |
| 5712 Funke            | 1979 SR                  | 25 settembre 1979 | A. Mrkos                                               |
| 5713 -                | 1982 FF3                 | 21 marzo 1982     | H. Debehogne                                           |
| 5714 Krasinsky        | 1982 PR                  | 14 agosto 1982    | N. S. Chernykh                                         |
| 5715 Kramer           | 1982 SE1                 | 22 settembre 1982 | E. Bowell                                              |
| 5716 Pickard          | 1982 UH                  | 17 ottobre 1982   | E. Bowell                                              |
| 5717 Damir            | 1982 UM6                 | 20 ottobre 1982   | L. G. Karachkina                                       |
| 5718 Roykerr          | 1983 PB                  | 4 agosto 1983     | A. C. Gilmore P. M. Kilmartin                          |
| 5719 Křižík           | 1983 RX                  | 7 settembre 1983  | A. Mrkos                                               |
| 5720 Halweaver        | 1984 FN                  | 29 marzo 1984     | C. S. Shoemaker E. M. Shoemaker                        |
| 5721 -                | 1984 SO5                 | 18 settembre 1984 | H. Debehogne                                           |
| 5722 Johnscherrer     | 1986 JS                  | 2 maggio 1986     | INAS                                                   |
| 5723 Hudson           | 1986 RR2                 | 6 settembre 1986  | E. Bowell                                              |
| 5724 -                | 1986 WE                  | 22 novembre 1986  | K. Suzuki T. Urata                                     |
| 5725 Nördlingen       | 1988 BK2                 | 23 gennaio 1988   | C. S. Shoemaker E. M. Shoemaker                        |
| 5726 Rubin            | 1988 BN2                 | 24 gennaio 1988   | C. S. Shoemaker, E. M. Shoemaker                       |
| 5727 Pierobenvenuti   | 1988 BB4                 | 19 gennaio 1988   | H. Debehogne                                           |
| 5728 Umbertobenvenuti | 1988 BJ4                 | 20 gennaio 1988   | H. Debehogne                                           |
| 5729 -                | 1988 TA1                 | 13 ottobre 1988   | S. Ueda H. Kaneda                                      |
| 5730 Yonosuke         | 1988 TP1                 | 13 ottobre 1988   | Y. Oshima                                              |
| 5731 Zeus             | 1988 VP4                 | 4 novembre 1988   | C. S. Shoemaker E. M. Shoemaker                        |
| 5732 -                | 1988 WC                  | 29 novembre 1988  | M. Arai H. Mori                                        |
| 5733 -                | 1989 AQ                  | 4 gennaio 1989    | S. Ueda H. Kaneda                                      |
| 5734 Noguchi          | 1989 AL1                 | 15 gennaio 1989   | K. Endate K. Watanabe                                  |
| 5735 Loripaul         | 1989 LM                  | 4 giugno 1989     | E. F. Helin                                            |
| 5736 Sanford          | 1989 LW                  | 6 giugno 1989     | E. F. Helin                                            |
| 5737 Itoh             | 1989 SK                  | 30 settembre 1989 | T. Nomura K. Kawanishi                                 |
| 5738 Billpickering    | 1989 UY3                 | 27 ottobre 1989   | E. F. Helin                                            |
| 5739 Robertburns      | 1989 WK2                 | 24 novembre 1989  | R. H. McNaught                                         |
| 5740 Toutoumi         | 1989 WM3                 | 29 novembre 1989  | Y. Oshima                                              |
| 5741 Akanemaruta      | 1989 XC                  | 2 dicembre 1989   | W. Kakei M. Kizawa T. Urata                            |
| 5742 -                | 1990 TN4                 | 9 ottobre 1990    | R. H. McNaught                                         |
| 5743 Kato             | 1990 UW                  | 19 ottobre 1990   | M. Akiyama T. Furuta                                   |
| 5744 Yorimasa         | 1990 XP                  | 14 dicembre 1990  | A. Natori T. Urata                                     |
| 5745 -                | 1991 AN                  | 9 gennaio 1991    | T. Hioki S. Hayakawa                                   |
| 5746 -                | 1991 CK                  | 5 febbraio 1991   | M. Arai H. Mori                                        |
| 5747 Williamina       | 1991 CO3                 | 10 febbraio 1991  | R. H. McNaught                                         |
| 5748 Davebrin         | 1991 DX                  | 19 febbraio 1991  | E. F. Helin                                            |
| 5749 Urduja           | 1991 FV                  | 17 marzo 1991     | E. F. Helin                                            |
| 5750 Kandatai         | 1991 GG1                 | 11 aprile 1991    | A. Takahashi K. Watanabe                               |
| 5751 Zao              | 1992 AC                  | 5 gennaio 1992    | M. Koishikawa                                          |
| 5752 -                | 1992 CJ                  | 10 febbraio 1992  | N. Kawasato                                            |
| 5753 Yoshidatadahiko  | 1992 EM                  | 4 marzo 1992      | K. Endate K. Watanabe                                  |
| 5754 -                | 1992 FR2                 | 24 marzo 1992     | S. Ueda H. Kaneda                                      |
| 5755 -                | 1992 OP7                 | 20 luglio 1992    | H. Debehogne Á. López-G.                               |
| 5756 Wassenbergh      | 6034 P-L                 | 24 settembre 1960 | C. J. van Houten I. van Houten-Groeneveld T. Gehrels   |
| 5757 Tichá            | 1967 JN                  | 6 maggio 1967     | C. U. Cesco A. R. Klemola                              |
| 5758 Brunini          | 1976 QZ1                 | 20 agosto 1976    | M. R. Cesco                                            |
| 5759 Zoshchenko       | 1980 BJ4                 | 22 gennaio 1980   | L. G. Karachkina                                       |
| 5760 Mittlefehldt     | 1981 EX13                | 1 marzo 1981      | S. J. Bus                                              |
| 5761 Andreivanov      | 1981 ED21                | 2 marzo 1981      | S. J. Bus                                              |
| 5762 Wänke            | 1981 EG28                | 2 marzo 1981      | S. J. Bus                                              |
| 5763 Williamtobin     | 1982 MA                  | 23 giugno 1982    | A. C. Gilmore P. M. Kilmartin                          |
| 5764 -                | 1985 CS1                 | 10 febbraio 1985  | H. Debehogne                                           |
| 5765 Izett            | 1986 GU                  | 4 aprile 1986     | C. S. Shoemaker E. M. Shoemaker                        |
| 5766 Carmelofalco     | 1986 QR3                 | 29 agosto 1986    | H. Debehogne                                           |
| 5767 Moldun           | 1986 RV2                 | 6 settembre 1986  | E. Bowell                                              |
| 5768 Pittich          | 1986 TN1                 | 4 ottobre 1986    | E. Bowell                                              |
| 5769 Michard          | 1987 PL                  | 6 agosto 1987     | CERGA                                                  |
| 5770 Aricam           | 1987 RY                  | 12 settembre 1987 | H. Debehogne                                           |
| 5771 Somerville       | 1987 ST1                 | 21 settembre 1987 | E. Bowell                                              |
| 5772 Johnlambert      | 1988 LB                  | 15 giugno 1988    | E. F. Helin                                            |
| 5773 Hopper           | 1989 NO                  | 2 luglio 1989     | E. F. Helin                                            |
| 5774 Ratliff          | 1989 NR                  | 2 luglio 1989     | E. F. Helin                                            |
| 5775 Inuyama          | 1989 SP                  | 29 settembre 1989 | Y. Mizuno T. Furuta                                    |
| 5776 -                | 1989 UT2                 | 29 ottobre 1989   | T. Hioki N. Kawasato                                   |
| 5777 Hanaki           | 1989 XF                  | 3 dicembre 1989   | Y. Mizuno T. Furuta                                    |
| 5778 Jurafrance       | 1989 YF5                 | 28 dicembre 1989  | E. W. Elst                                             |
| 5779 Schupmann        | 1990 BC1                 | 23 gennaio 1990   | S. Ueda H. Kaneda                                      |
| 5780 Lafontaine       | 1990 EJ2                 | 2 marzo 1990      | E. W. Elst                                             |
| 5781 Barkhatova       | 1990 SM28                | 24 settembre 1990 | Galina Ričardovna Kastel' L. V. Zhuravleva             |
| 5782 Akirafujiwara    | 1991 AF                  | 7 gennaio 1991    | R. H. McNaught                                         |
| 5783 Kumagaya         | 1991 CO                  | 5 febbraio 1991   | T. Hioki S. Hayakawa                                   |
| 5784 Yoron            | 1991 CY                  | 9 febbraio 1991   | A. Natori T. Urata                                     |
| 5785 Fulton           | 1991 FU                  | 17 marzo 1991     | E. F. Helin                                            |
| 5786 Talos            | 1991 RC                  | 3 settembre 1991  | R. H. McNaught                                         |
| 5787 -                | 1992 FA1                 | 26 marzo 1992     | S. Ueda H. Kaneda                                      |
| 5788 -                | 1992 NJ                  | 1 luglio 1992     | R. H. McNaught                                         |
| 5789 Sellin           | 4018 P-L                 | 24 settembre 1960 | C. J. van Houten I. van Houten-Groeneveld T. Gehrels   |
| 5790 Nagasaki         | 9540 P-L                 | 17 ottobre 1960   | C. J. van Houten, I. van Houten-Groeneveld, T. Gehrels |
| 5791 Comello          | 4053 T-2                 | 29 settembre 1973 | C. J. van Houten, I. van Houten-Groeneveld, T. Gehrels |
| 5792 Unstrut          | 1964 BF                  | 18 gennaio 1964   | F. Börngen                                             |
| 5793 Ringuelet        | 1975 TK6                 | 5 ottobre 1975    | Felix Aguilar Observatory                              |
| 5794 Irmina           | 1976 SW3                 | 24 settembre 1976 | N. S. Chernykh                                         |
| 5795 Roshchina        | 1978 SH1                 | 27 settembre 1978 | L. I. Chernykh                                         |
| 5796 Klemm            | 1978 VK5                 | 7 novembre 1978   | E. F. Helin S. J. Bus                                  |
| 5797 Bivoj            | 1980 AA                  | 13 gennaio 1980   | A. Mrkos                                               |
| 5798 Burnett          | 1980 RL7                 | 13 settembre 1980 | S. J. Bus                                              |
| 5799 Brewington       | 1980 TG4                 | 9 ottobre 1980    | C. S. Shoemaker                                        |
| 5800 Pollock          | 1982 UV1                 | 16 ottobre 1982   | A. Mrkos                                               |

## 5801-5900
| Nome                | Designazione provvisoria | Data di scoperta  | Scopritore                                             |
| ------------------- | ------------------------ | ----------------- | ------------------------------------------------------ |
| 5801 Vasarely       | 1984 BK                  | 26 gennaio 1984   | A. Mrkos                                               |
| 5802 Casteldelpiano | 1984 HL1                 | 27 aprile 1984    | W. Ferreri V. Zappalà                                  |
| 5803 Ötzi           | 1984 OA                  | 21 luglio 1984    | A. Mrkos                                               |
| 5804 Bambinidipraga | 1985 RL1                 | 9 settembre 1985  | A. Mrkos                                               |
| 5805 Glasgow        | 1985 YH                  | 18 dicembre 1985  | E. Bowell                                              |
| 5806 Archieroy      | 1986 AG1                 | 11 gennaio 1986   | E. Bowell                                              |
| 5807 Mshatka        | 1986 QA4                 | 30 agosto 1986    | L. I. Chernykh                                         |
| 5808 Babel'         | 1987 QV10                | 27 agosto 1987    | L. G. Karachkina                                       |
| 5809 Kulibin        | 1987 RG6                 | 4 settembre 1987  | L. V. Zhuravleva                                       |
| 5810 -              | 1988 EN                  | 10 marzo 1988     | Y. Oshima                                              |
| 5811 Keck           | 1988 KC                  | 19 maggio 1988    | E. F. Helin                                            |
| 5812 Jayewinkler    | 1988 PJ1                 | 11 agosto 1988    | A. J. Noymer                                           |
| 5813 Eizaburo       | 1988 VL                  | 3 novembre 1988   | T. Kojima                                              |
| 5814 -              | 1988 XW1                 | 11 dicembre 1988  | S. Ueda H. Kaneda                                      |
| 5815 Shinsengumi    | 1989 AH                  | 3 gennaio 1989    | T. Seki                                                |
| 5816 Potsdam        | 1989 AO6                 | 11 gennaio 1989   | F. Börngen                                             |
| 5817 Robertfrazer   | 1989 RZ                  | 5 settembre 1989  | E. F. Helin                                            |
| 5818 -              | 1989 RC1                 | 5 settembre 1989  | A. C. Gilmore P. M. Kilmartin                          |
| 5819 Lauretta       | 1989 UZ4                 | 29 ottobre 1989   | S. J. Bus                                              |
| 5820 Babelsberg     | 1989 UF7                 | 23 ottobre 1989   | F. Börngen                                             |
| 5821 Yukiomaeda     | 1989 VV                  | 4 novembre 1989   | W. Kakei M. Kizawa T. Urata                            |
| 5822 Masakichi      | 1989 WL                  | 21 novembre 1989  | T. Hioki S. Hayakawa                                   |
| 5823 Oryo           | 1989 YH                  | 20 dicembre 1989  | T. Seki                                                |
| 5824 Inagaki        | 1989 YM                  | 24 dicembre 1989  | T. Seki                                                |
| 5825 Rakuyou        | 1990 BR1                 | 21 gennaio 1990   | A. Sugie                                               |
| 5826 Bradstreet     | 1990 DB                  | 16 febbraio 1990  | S. Ueda H. Kaneda                                      |
| 5827 Letunov        | 1990 VB15                | 15 novembre 1990  | L. I. Chernykh                                         |
| 5828 -              | 1991 AM                  | 14 gennaio 1991   | Spacewatch                                             |
| 5829 Ishidagoro     | 1991 CT1                 | 11 febbraio 1991  | S. Otomo O. Muramatsu                                  |
| 5830 Simohiro       | 1991 EG                  | 9 marzo 1991      | T. Niijima T. Urata                                    |
| 5831 Dizzy          | 1991 JG                  | 4 maggio 1991     | S. Ueda H. Kaneda                                      |
| 5832 Martaprincipe  | 1991 LE1                 | 15 giugno 1991    | E. F. Helin                                            |
| 5833 Peterson       | 1991 PQ                  | 5 agosto 1991     | H. E. Holt                                             |
| 5834 Kasai          | 1992 SZ14                | 28 settembre 1992 | S. Ueda H. Kaneda                                      |
| 5835 Mainfranken    | 1992 SP24                | 21 settembre 1992 | F. Börngen                                             |
| 5836 -              | 1993 MF                  | 22 giugno 1993    | E. F. Helin K. J. Lawrence                             |
| 5837 Hedin          | 2548 P-L                 | 24 settembre 1960 | C. J. van Houten I. van Houten-Groeneveld T. Gehrels   |
| 5838 Hamsun         | 2170 T-2                 | 29 settembre 1973 | C. J. van Houten, I. van Houten-Groeneveld, T. Gehrels |
| 5839 GOI            | 1974 SJ3                 | 21 settembre 1974 | N. S. Chernykh                                         |
| 5840 Raybrown       | 1978 ON                  | 28 luglio 1978    | Perth Observatory                                      |
| 5841 Stone          | 1982 ST                  | 19 settembre 1982 | E. F. Helin                                            |
| 5842 Cancelli       | 1986 CV1                 | 8 febbraio 1986   | H. Debehogne                                           |
| 5843 -              | 1986 UG                  | 30 ottobre 1986   | K. Suzuki T. Urata                                     |
| 5844 Chlupáč        | 1986 UQ                  | 28 ottobre 1986   | Z. Vávrová                                             |
| 5845 Davidbrewster  | 1988 QP                  | 19 agosto 1988    | R. H. McNaught                                         |
| 5846 Hessen         | 1989 AW6                 | 11 gennaio 1989   | F. Börngen                                             |
| 5847 Wakiya         | 1989 YB                  | 18 dicembre 1989  | K. Endate K. Watanabe                                  |
| 5848 Harutoriko     | 1990 BZ1                 | 30 gennaio 1990   | M. Matsuyama K. Watanabe                               |
| 5849 Bhanji         | 1990 HF1                 | 27 aprile 1990    | E. F. Helin                                            |
| 5850 Masaharu       | 1990 XM                  | 8 dicembre 1990   | K. Endate K. Watanabe                                  |
| 5851 Inagawa        | 1991 DM1                 | 23 febbraio 1991  | S. Inoda T. Urata                                      |
| 5852 Nanette        | 1991 HO                  | 19 aprile 1991    | C. S. Shoemaker D. H. Levy                             |
| 5853 -              | 1992 QG                  | 26 agosto 1992    | S. Ueda H. Kaneda                                      |
| 5854 -              | 1992 UP                  | 19 ottobre 1992   | S. Ueda, H. Kaneda                                     |
| 5855 Yukitsuna      | 1992 UO2                 | 26 ottobre 1992   | A. Natori T. Urata                                     |
| 5856 Peluk          | 1994 AL2                 | 5 gennaio 1994    | S. Ueda H. Kaneda                                      |
| 5857 Neglinka       | 1975 TM2                 | 3 ottobre 1975    | L. I. Chernykh                                         |
| 5858 Borovitskia    | 1978 SU5                 | 28 settembre 1978 | L. I. Chernykh                                         |
| 5859 Ostozhenka     | 1979 FD2                 | 23 marzo 1979     | N. S. Chernykh                                         |
| 5860 Deankoontz     | 1981 QE1                 | 28 agosto 1981    | Z. Vávrová                                             |
| 5861 Glynjones      | 1982 RW                  | 15 settembre 1982 | E. Bowell                                              |
| 5862 Sakanoue       | 1983 AB                  | 13 gennaio 1983   | T. Seki                                                |
| 5863 Tara           | 1983 RB                  | 7 settembre 1983  | C. S. Shoemaker E. M. Shoemaker                        |
| 5864 Montgolfier    | 1983 RC4                 | 2 settembre 1983  | N. G. Thomas                                           |
| 5865 Qualytemocrina | 1984 QQ                  | 31 agosto 1984    | A. Mrkos                                               |
| 5866 Sachsen        | 1988 PM2                 | 13 agosto 1988    | F. Börngen                                             |
| 5867 -              | 1988 RE                  | 11 settembre 1988 | J. Phinney                                             |
| 5868 Ohta           | 1988 TQ                  | 13 ottobre 1988   | K. Endate K. Watanabe                                  |
| 5869 Tanith         | 1988 VN4                 | 4 novembre 1988   | C. S. Shoemaker                                        |
| 5870 Baltimore      | 1989 CC1                 | 11 febbraio 1989  | E. F. Helin                                            |
| 5871 Bobbell        | 1989 CE2                 | 11 febbraio 1989  | E. F. Helin                                            |
| 5872 Sugano         | 1989 SL                  | 30 settembre 1989 | T. Nomura K. Kawanishi                                 |
| 5873 Archilochos    | 1989 SB3                 | 26 settembre 1989 | E. W. Elst                                             |
| 5874 -              | 1989 XB                  | 2 dicembre 1989   | N. Kawasato                                            |
| 5875 Kuga           | 1989 XO                  | 5 dicembre 1989   | K. Endate K. Watanabe                                  |
| 5876 -              | 1990 DM2                 | 24 febbraio 1990  | H. Debehogne                                           |
| 5877 Toshimaihara   | 1990 FP                  | 23 marzo 1990     | E. F. Helin                                            |
| 5878 Charlene       | 1991 CC1                 | 14 febbraio 1991  | E. F. Helin                                            |
| 5879 Almeria        | 1992 CH1                 | 8 febbraio 1992   | K. Birkle U. Hopp                                      |
| 5880 -              | 1992 MA                  | 22 giugno 1992    | S. Ueda H. Kaneda                                      |
| 5881 Akashi         | 1992 SR12                | 27 settembre 1992 | M. Sugano T. Nomura                                    |
| 5882 -              | 1992 WW5                 | 18 novembre 1992  | N. Kawasato                                            |
| 5883 Josephblack    | 1993 VM5                 | 6 novembre 1993   | R. H. McNaught                                         |
| 5884 Dolezal        | 6045 P-L                 | 24 settembre 1960 | C. J. van Houten I. van Houten-Groeneveld T. Gehrels   |
| 5885 Apeldoorn      | 3137 T-2                 | 30 settembre 1973 | C. J. van Houten, I. van Houten-Groeneveld, T. Gehrels |
| 5886 Rutger         | 1975 LR                  | 13 giugno 1975    | Felix Aguilar Observatory                              |
| 5887 Yauza          | 1976 SG2                 | 24 settembre 1976 | N. S. Chernykh                                         |
| 5888 Ruders         | 1978 VU7                 | 7 novembre 1978   | E. F. Helin S. J. Bus                                  |
| 5889 Mickiewicz     | 1979 FA3                 | 31 marzo 1979     | N. S. Chernykh                                         |
| 5890 Carlsberg      | 1979 KG                  | 19 maggio 1979    | R. M. West                                             |
| 5891 Gehrig         | 1981 SM                  | 22 settembre 1981 | A. Mrkos                                               |
| 5892 Milesdavis     | 1981 YS1                 | 23 dicembre 1981  | Purple Mountain Observatory                            |
| 5893 Coltrane       | 1982 EF                  | 15 marzo 1982     | Z. Vávrová                                             |
| 5894 Telč           | 1982 RM1                 | 14 settembre 1982 | A. Mrkos                                               |
| 5895 Žbirka         | 1982 UF2                 | 16 ottobre 1982   | Z. Vávrová                                             |
| 5896 Narrenschiff   | 1982 VV10                | 12 novembre 1982  | L. G. Karachkina                                       |
| 5897 Novotná        | 1984 SZ1                 | 29 settembre 1984 | A. Mrkos                                               |
| 5898 -              | 1985 KE                  | 23 maggio 1985    | A. C. Gilmore P. M. Kilmartin                          |
| 5899 Jedicke        | 1986 AH                  | 9 gennaio 1986    | C. S. Shoemaker E. M. Shoemaker                        |
| 5900 Jensen         | 1986 TL                  | 3 ottobre 1986    | P. Jensen                                              |

## 5901-6000
| Nome                | Designazione provvisoria | Data di scoperta  | Scopritore                                             |
| ------------------- | ------------------------ | ----------------- | ------------------------------------------------------ |
| 5901 -              | 1986 WB1                 | 25 novembre 1986  | Z. Vávrová                                             |
| 5902 Talima         | 1987 QY10                | 27 agosto 1987    | L. G. Karachkina                                       |
| 5903 -              | 1989 AN1                 | 6 gennaio 1989    | S. Ueda H. Kaneda                                      |
| 5904 Württemberg    | 1989 AE7                 | 10 gennaio 1989   | F. Börngen                                             |
| 5905 Johnson        | 1989 CJ1                 | 11 febbraio 1989  | E. F. Helin                                            |
| 5906 -              | 1989 SN5                 | 24 settembre 1989 | A. C. Gilmore P. M. Kilmartin                          |
| 5907 Rhigmus        | 1989 TU5                 | 2 ottobre 1989    | S. J. Bus                                              |
| 5908 Aichi          | 1989 UF                  | 20 ottobre 1989   | Y. Mizuno T. Furuta                                    |
| 5909 Nagoya         | 1989 UT                  | 23 ottobre 1989   | Y. Mizuno, T. Furuta                                   |
| 5910 Zátopek        | 1989 WH4                 | 29 novembre 1989  | A. Mrkos                                               |
| 5911 -              | 1989 WO7                 | 25 novembre 1989  | S. Ueda H. Kaneda                                      |
| 5912 Oyatoshiyuki   | 1989 YR                  | 20 dicembre 1989  | T. Niijima T. Urata                                    |
| 5913 -              | 1990 BU                  | 21 gennaio 1990   | M. Arai H. Mori                                        |
| 5914 Kathywhaler    | 1990 WK                  | 20 novembre 1990  | R. H. McNaught                                         |
| 5915 Yoshihiro      | 1991 EU                  | 9 marzo 1991      | T. Seki                                                |
| 5916 van der Woude  | 1991 JD1                 | 8 maggio 1991     | E. F. Helin                                            |
| 5917 Chibasai       | 1991 NG                  | 7 luglio 1991     | E. F. Helin                                            |
| 5918 -              | 19913                    | 6 luglio 1991     | H. Debehogne                                           |
| 5919 Patrickmartin  | 1991 PW12                | 5 agosto 1991     | H. E. Holt                                             |
| 5920 -              | 1992 SX17                | 30 settembre 1992 | H. E. Holt                                             |
| 5921 -              | 1992 UL                  | 19 ottobre 1992   | S. Ueda H. Kaneda                                      |
| 5922 Shouichi       | 1992 UV                  | 21 ottobre 1992   | S. Otomo                                               |
| 5923 Liedeke        | 1992 WC8                 | 26 novembre 1992  | Spacewatch                                             |
| 5924 Teruo          | 1994 CH1                 | 7 febbraio 1994   | T. Kobayashi                                           |
| 5925 -              | 1994 CP1                 | 5 febbraio 1994   | S. Ueda H. Kaneda                                      |
| 5926 Schönfeld      | 1929 PB                  | 4 agosto 1929     | M. F. Wolf                                             |
| 5927 Krogh          | 1938 HA                  | 19 aprile 1938    | W. Dieckvoss                                           |
| 5928 Pindarus       | 1973 SK1                 | 19 settembre 1973 | C. J. van Houten I. van Houten-Groeneveld T. Gehrels   |
| 5929 Manzano        | 1974 XT                  | 14 dicembre 1974  | Felix Aguilar Observatory                              |
| 5930 Zhiganov       | 1975 VW2                 | 2 novembre 1975   | T. M. Smirnova                                         |
| 5931 Zhvanetskij    | 1976 GK3                 | 1 aprile 1976     | N. S. Chernykh                                         |
| 5932 Prutkov        | 1976 GO3                 | 1 aprile 1976     | N. S. Chernykh                                         |
| 5933 Kemurdzhian    | 1976 QN                  | 26 agosto 1976    | N. S. Chernykh                                         |
| 5934 Mats           | 1976 SJ                  | 20 settembre 1976 | C.-I. Lagerkvist H. Rickman                            |
| 5935 Ostankino      | 1977 EF1                 | 13 marzo 1977     | N. S. Chernykh                                         |
| 5936 Khadzhinov     | 1979 FQ2                 | 29 marzo 1979     | N. S. Chernykh                                         |
| 5937 Lodén          | 1979 XQ                  | 11 dicembre 1979  | C.-I. Lagerkvist                                       |
| 5938 Keller         | 1980 FH2                 | 16 marzo 1980     | C.-I. Lagerkvist                                       |
| 5939 Toshimayeda    | 1981 EU8                 | 1 marzo 1981      | S. J. Bus                                              |
| 5940 Feliksobolev   | 1981 TJ4                 | 8 ottobre 1981    | L. I. Chernykh                                         |
| 5941 Valencia       | 1982 UQ6                 | 20 ottobre 1982   | L. G. Karachkina                                       |
| 5942 Denzilrobert   | 1983 AN2                 | 10 gennaio 1983   | B. E. Behymer M. S. Marley                             |
| 5943 Lovi           | 1984 EG                  | 1 marzo 1984      | E. Bowell                                              |
| 5944 Utesov         | 1984 JA2                 | 2 maggio 1984     | L. G. Karachkina                                       |
| 5945 Roachapproach  | 1984 SQ3                 | 28 settembre 1984 | B. A. Skiff                                            |
| 5946 Hrozný         | 1984 UC1                 | 28 ottobre 1984   | A. Mrkos                                               |
| 5947 Bonnie         | 1985 FD                  | 21 marzo 1985     | C. S. Shoemaker E. M. Shoemaker                        |
| 5948 Longo          | 1985 JL                  | 15 maggio 1985    | E. Bowell                                              |
| 5949 -              | 1985 RL3                 | 6 settembre 1985  | H. Debehogne                                           |
| 5950 Leukippos      | 1986 PS4                 | 9 agosto 1986     | E. W. Elst V. G. Ivanova                               |
| 5951 Alicemonet     | 1986 TZ1                 | 7 ottobre 1986    | E. Bowell                                              |
| 5952 Davemonet      | 1987 EV                  | 4 marzo 1987      | E. Bowell                                              |
| 5953 Shelton        | 1987 HS                  | 25 aprile 1987    | C. S. Shoemaker E. M. Shoemaker                        |
| 5954 Epikouros      | 1987 QS1                 | 19 agosto 1987    | E. W. Elst                                             |
| 5955 Khromchenko    | 1987 RT3                 | 2 settembre 1987  | L. I. Chernykh                                         |
| 5956 d'Alembert     | 1988 CF5                 | 13 febbraio 1988  | E. W. Elst                                             |
| 5957 Irina          | 1988 JN                  | 11 maggio 1988    | C. S. Shoemaker E. M. Shoemaker                        |
| 5958 Barrande       | 1989 BS1                 | 29 gennaio 1989   | A. Mrkos                                               |
| 5959 Shaklan        | 1989 NB1                 | 2 luglio 1989     | E. F. Helin                                            |
| 5960 Wakkanai       | 1989 US                  | 21 ottobre 1989   | M. Mukai M. Takeishi                                   |
| 5961 Watt           | 1989 YH1                 | 30 dicembre 1989  | R. H. McNaught                                         |
| 5962 Shikokutenkyo  | 1990 HK                  | 18 aprile 1990    | T. Seki                                                |
| 5963 Terryalfriend  | 1990 QP2                 | 24 agosto 1990    | H. E. Holt                                             |
| 5964 Johnjunkins    | 1990 QN4                 | 23 agosto 1990    | H. E. Holt                                             |
| 5965 -              | 1990 SV15                | 16 settembre 1990 | H. E. Holt                                             |
| 5966 Tomeko         | 1990 VS6                 | 15 novembre 1990  | T. Seki                                                |
| 5967 Edithlevy      | 1991 CM5                 | 9 febbraio 1991   | C. S. Shoemaker                                        |
| 5968 Trauger        | 1991 FC                  | 17 marzo 1991     | E. F. Helin                                            |
| 5969 Ryuichiro      | 1991 FT                  | 17 marzo 1991     | T. Seki                                                |
| 5970 Ohdohrikouen   | 1991 JS1                 | 13 maggio 1991    | K. Watanabe                                            |
| 5971 Tickell        | 1991 NT2                 | 12 luglio 1991    | H. E. Holt                                             |
| 5972 Harryatkinson  | 1991 PS12                | 5 agosto 1991     | H. E. Holt                                             |
| 5973 Takimoto       | 1991 QC                  | 17 agosto 1991    | S. Otomo                                               |
| 5974 -              | 1991 UZ2                 | 31 ottobre 1991   | S. Ueda H. Kaneda                                      |
| 5975 Otakemayumi    | 1992 SG                  | 21 settembre 1992 | K. Endate K. Watanabe                                  |
| 5976 Kalatajean     | 1992 SR2                 | 25 settembre 1992 | Oak Ridge Observatory                                  |
| 5977 -              | 1992 TH1                 | 1 ottobre 1992    | H. E. Holt                                             |
| 5978 Kaminokuni     | 1992 WT                  | 16 novembre 1992  | K. Endate K. Watanabe                                  |
| 5979 -              | 1992 XF                  | 15 dicembre 1992  | S. Ueda H. Kaneda                                      |
| 5980 -              | 1993 FP2                 | 26 marzo 1993     | S. Ueda, H. Kaneda                                     |
| 5981 Kresilas       | 2140 P-L                 | 24 settembre 1960 | C. J. van Houten I. van Houten-Groeneveld T. Gehrels   |
| 5982 Polykletus     | 4862 T-1                 | 13 maggio 1971    | C. J. van Houten, I. van Houten-Groeneveld, T. Gehrels |
| 5983 Praxiteles     | 2285 T-2                 | 29 settembre 1973 | C. J. van Houten, I. van Houten-Groeneveld, T. Gehrels |
| 5984 Lysippus       | 4045 T-3                 | 16 ottobre 1977   | C. J. van Houten, I. van Houten-Groeneveld, T. Gehrels |
| 5985 -              | 1942 RJ                  | 7 settembre 1942  | L. Oterma                                              |
| 5986 Xenophon       | 1969 TA                  | 2 ottobre 1969    | P. Wild                                                |
| 5987 Liviogratton   | 1975 LQ                  | 6 giugno 1975     | Felix Aguilar Observatory                              |
| 5988 Gorodnitskij   | 1976 GN2                 | 1 aprile 1976     | N. S. Chernykh                                         |
| 5989 Sorin          | 1976 QC1                 | 26 agosto 1976    | N. S. Chernykh                                         |
| 5990 Panticapaeon   | 1977 EO                  | 9 marzo 1977      | N. S. Chernykh                                         |
| 5991 Ivavladis      | 1979 HE3                 | 25 aprile 1979    | N. S. Chernykh                                         |
| 5992 Nittler        | 1981 DZ                  | 28 febbraio 1981  | S. J. Bus                                              |
| 5993 Tammydickinson | 1981 EU22                | 2 marzo 1981      | S. J. Bus                                              |
| 5994 Yakubovich     | 1981 SZ7                 | 29 settembre 1981 | L. V. Zhuravleva                                       |
| 5995 Saint-Aignan   | 1982 DK                  | 20 febbraio 1982  | E. Bowell                                              |
| 5996 Julioangel     | 1983 NR                  | 11 luglio 1983    | E. Bowell                                              |
| 5997 Dirac          | 1983 TH                  | 1 ottobre 1983    | A. Mrkos                                               |
| 5998 Sitenský       | 1986 RK1                 | 2 settembre 1986  | A. Mrkos                                               |
| 5999 Plescia        | 1987 HA                  | 23 aprile 1987    | C. S. Shoemaker E. M. Shoemaker                        |
| 6000 United Nations | 1987 UN                  | 27 ottobre 1987   | P. Jensen                                              |